# 2014 en radio en France
Cet article est spécifique à la France, pour un article plus général, voir 2014 à la radio.
Cet article concerne les stations de radio et ne traite ni des webradios ni des podcasts.
Cet article intitulé 2014 en radio en France est une synthèse de l'actualité du média radio en France pour l'année 2014. On ne retiendra en général que l'actualité des radios de caractère national ou international, afin de ne pas se perdre dans les détails des radios locales.

## Stations de radio dans le monde

### Apparues en 2014
| Radio                   | Pays   | Commentaire                                                               | Date            |
| ----------------------- | ------ | ------------------------------------------------------------------------- | --------------- |
| Radio Mandarin d'Europe | France | Station de radio fondée le 13 septembre 2014, puis lancée officiellement. | 20 octobre 2014 |

### Disparues en 2014
| Radio                                  | Pays   | Commentaire                                                | Date           |
| -------------------------------------- | ------ | ---------------------------------------------------------- | -------------- |
| La Voix de la Russie                   | Russie | Les émissions diffusées en ondes courtes se sont arrêtées. | 31 mars 2014   |
| Radiotélévision des forces canadiennes | Canada | Disparue.                                                  | 1er avril 2014 |

## Politique des stations en 2014
- 11 avril 2014, le Conseil d'État a annulé la syndication entre OÜI FM et la radio de la mer[2].
- 20 juin 2014 : Radio FG est diffusée en RNT (Radio numérique terrestre) sur les zones de Nice et Marseille, le CSA ayant également autorisé la diffusion d'un nouveau programme radio, toujours en RNT, FG Chic, sur la zone de Paris.
- 30 juin 2014 : la station Sanef 107.7 n'est plus exploitée par le groupe Radio France, mais dorénavant par Mediameeting[3],[4].

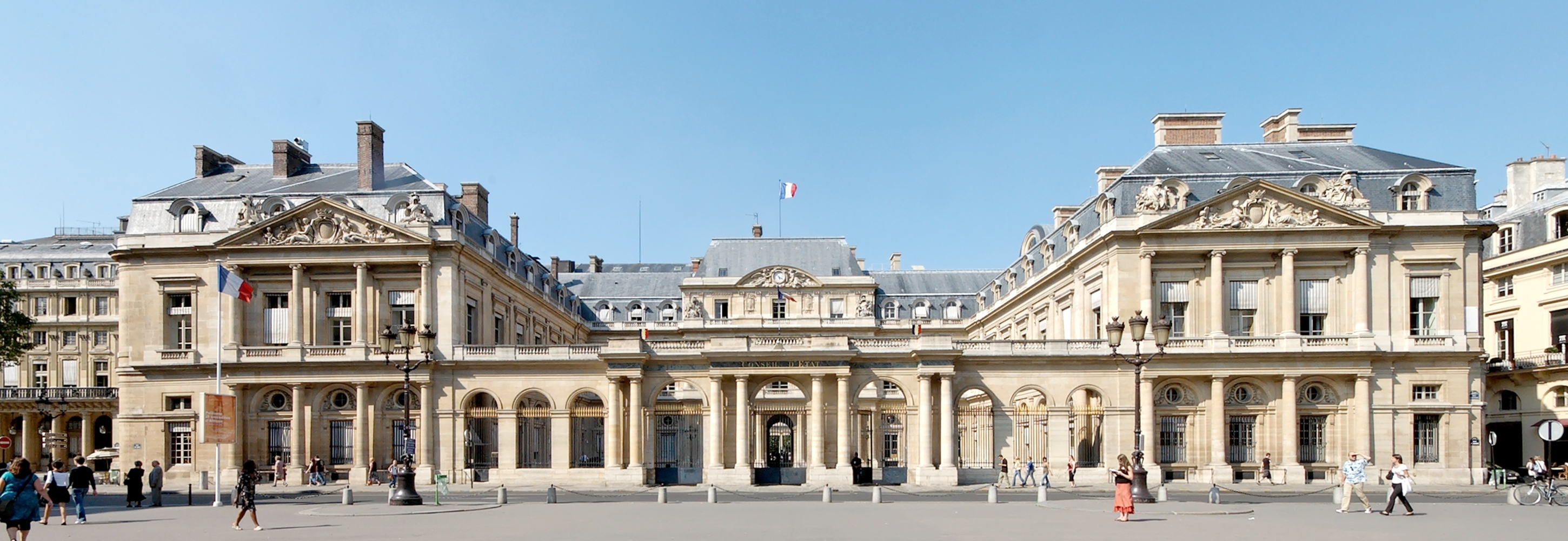
Le Conseil d'État en France peut annuler une syndication entre deux stations de radio.

## Manifestations connexes en 2014

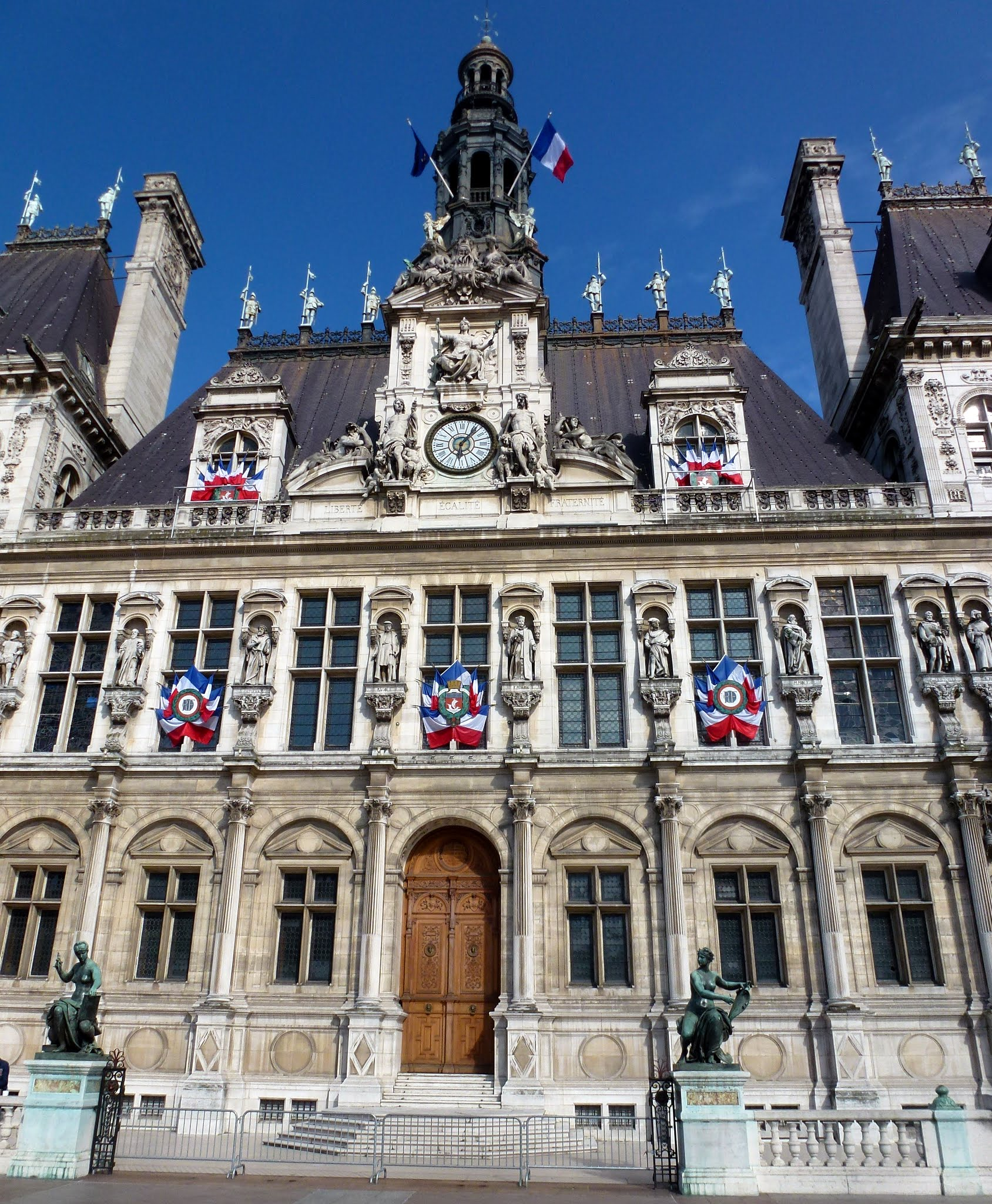
L'hôtel de ville de Paris.

- 17 février 2014 : cérémonie des 19e Lauriers de la Radio et de la Télévision françaises, depuis l'Hôtel de ville de Paris[5].

## Changements à la radio en 2014
Se pencher sur les changements à la radio en 2014 en France permet de passer en revue les modifications affectant les cadres dirigeants, les animateurs et présentateurs, puis les émissions de radio.

### Cadres dirigeants de radio
Les stations de radio, qu'elles soient nationales ou internationales, sont bien souvent intégrées à des structures qui dépassent le cadre de la station. Les changements de dirigeants dans ces structures figurent également dans les sections ci-dessous.

#### Changements dans les présidences
- 27 février 2014 : Mathieu Gallet est nommé PDG de Radio France par le Conseil supérieur de l'audiovisuel, prenant ses fonctions le 12 mai 2014, à la place de Jean-Luc Hees.

#### Changements dans les directions

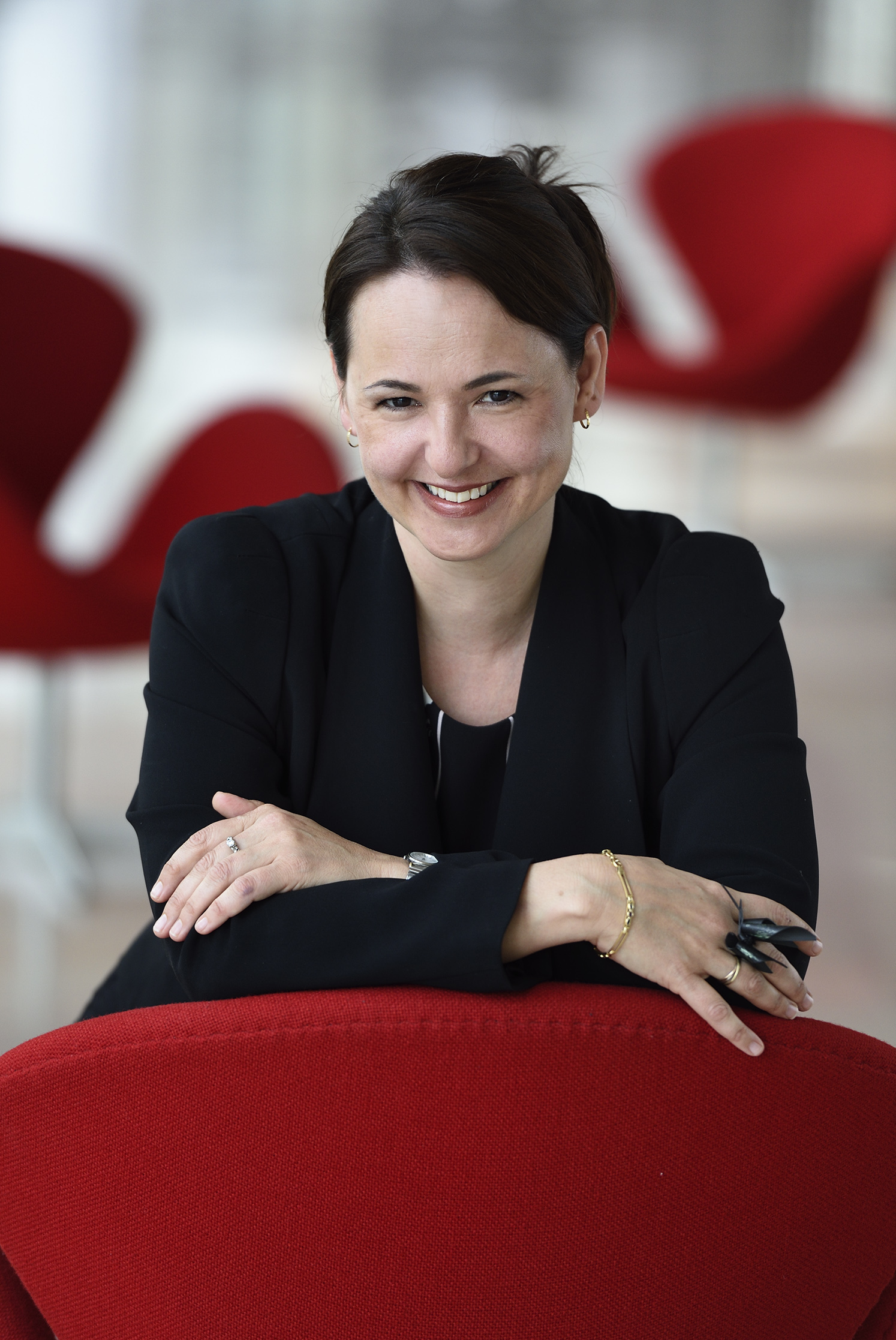
Anne Sérode en 2015.

- 12 mai 2014 : Laurent Guimier est nommé directeur de France Info.
- 22 mai 2014 : Laurence Bloch  remplace Philippe Val en tant que directrice de France Inter.
- 26 mai 2014 : Bruno Laforestrie devient le directeur du Mouv'.
- 2 juin 2014 : Marie-Pierre de Surville devient la directrice de France Musique, remplaçant Olivier Morel-Maroger.
- 16 juin 2014 : Anne Sérode devient la directrice de FIP, remplaçant Julien Delli Fiori.
- 23 juin 2014 : Claude Esclatine devient le directeur de France Bleu.
- juillet 2014 : Pierre Charvet est nommé directeur adjoint de France Musique.
- 1er septembre 2014 : Tristan Jurgensen devient le dirigeant de Fun Radio.

#### Changements dans les directions des programmes ou de l'antenne
- 2014 : Frédéric Schlesinger devient le directeur délégué aux antennes et aux programmes de Radio France.

### Animateurs et présentateurs

#### Arrivés sur une antenne en 2014
- Natalie Dessay présente une émission de musique classique avec la complicité de Philippe Cassard, sur France Inter, à la rentrée 2014[6].
- Sébastien Paour présente le journal du soir, à 19 h, sur France Inter, depuis la rentrée 2014.
- Patrick Poivre d'Arvor anime tous les soirs une tranche d'information à Radio Classique entre 19 h et 20 h, depuis janvier 2014[7].
- Léa Salamé mène une interview à 7 h 50 sur France Inter, dans la matinale de Patrick Cohen, depuis fin août 2014[8].
- Daphné Roulier produit et anime une émission de rencontres intitulée La vie est un Je, diffusée tous les samedis à 19h20 sur France Inter, depuis le 30 août 2014.
- Jean-Michel Maire rejoint Virgin Radio en tant que co-animateur dans l'émission Enora le soir, de 21 h à 23 h, à compter d'avril 2014[9].
- Camille Combal anime l'émission Virgin Tonic sur Virgin Radio de 6 h à 9 h 30, avec Laure Cohen et Clément Lanoue, à partir du 25 août 2014[10].
- Baptiste est animateur, sur NRJ, pour le Hit des Clubs DJ Buzz, le Hit NRJ avec YouTube, Royal Mix, NRJ Extravadance et l'Euro Hot 30.
- David Boero-Rollo anime l'antenne, depuis 2014, sur NRJ, du lundi au vendredi de 9 h à midi.
- Albert Spano et Cyril Monnier animent l'antenne de RFM depuis 2014.
- Laurent Petitguillaume arrive sur France Bleu pour animer Mag Musiques en 2014.
- Thomas Hugues arrive sur RTL en septembre 2014 pour présenter La curiosité est un vilain défaut, émission qu'il co-anime avec Sidonie Bonnec[11].
- Christophe Bourseiller participe à l'émission Les Pieds dans le plat, sur Europe 1, en tant que chroniqueur, à partir du 29 août 2014.
- Emmanuel de Brantes rejoint Cyril Hanouna dans son émission sur Europe 1, le 5 septembre 2014.
- Vincent Josse, producteur sur France Inter, présente en compagnie de Nicolas Lafitte la matinale culturelle sur France Musique depuis la rentrée 2014.
- Nicolas Demorand est de retour sur France Inter à la rentrée 2014, en animant la nouvelle émission Un jour dans le monde.
- Sylvain Augier fait un retour Sud Radio, animant l'émission quotidienne d'interviews Qu'est-ce qui vous fait courir ? à partir de juillet 2014[12].
- Serge July n'est plus éditorialiste sur RTL, mais il rejoint Europe 1 pour participer à l'émission Le débat des grandes voix à la rentrée 2014[13].
- Christophe Crénel est chroniqueur sur France Musique, dans la matinale de Vincent Josse, depuis la rentrée 2014.
- Philippe Vandel assure un billet d'humeur chaque vendredi dans L'instant M, la nouvelle émission médias de France Inter[14].
- Stéphanie Renouvin coanime Le Grand Morning sur RTL2 en compagnie de Christophe Nicolas, en remplacement de Louise Ekland, à partir du 25 août 2014[15].

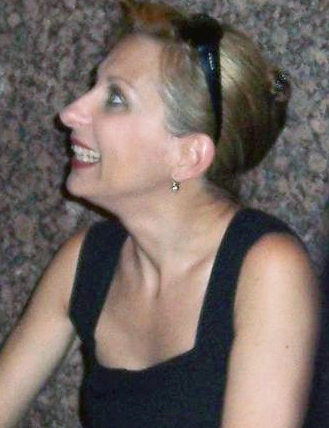
Nathaly Dessay en 2008.
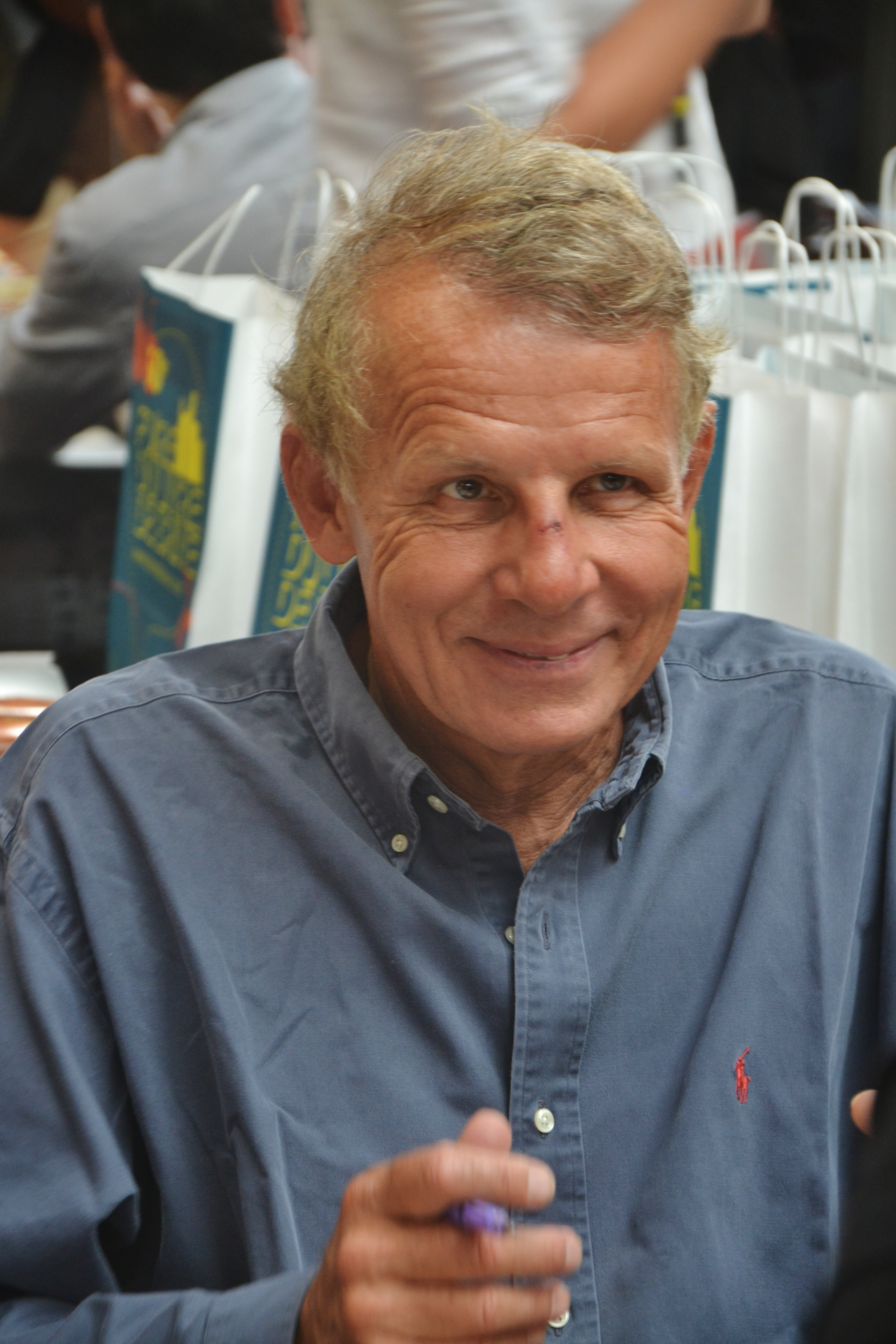
Patrick Poivre d'Arvor en 2011.
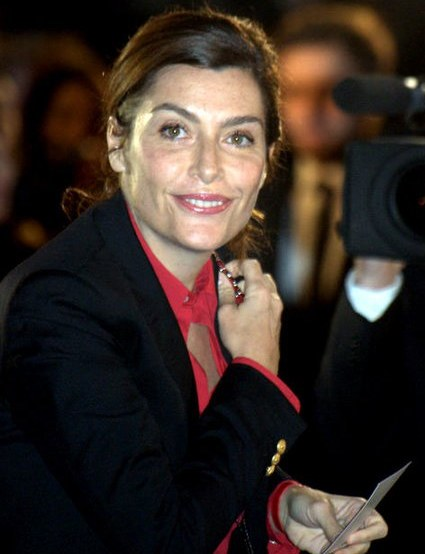
Daphné Roulier en 2011.
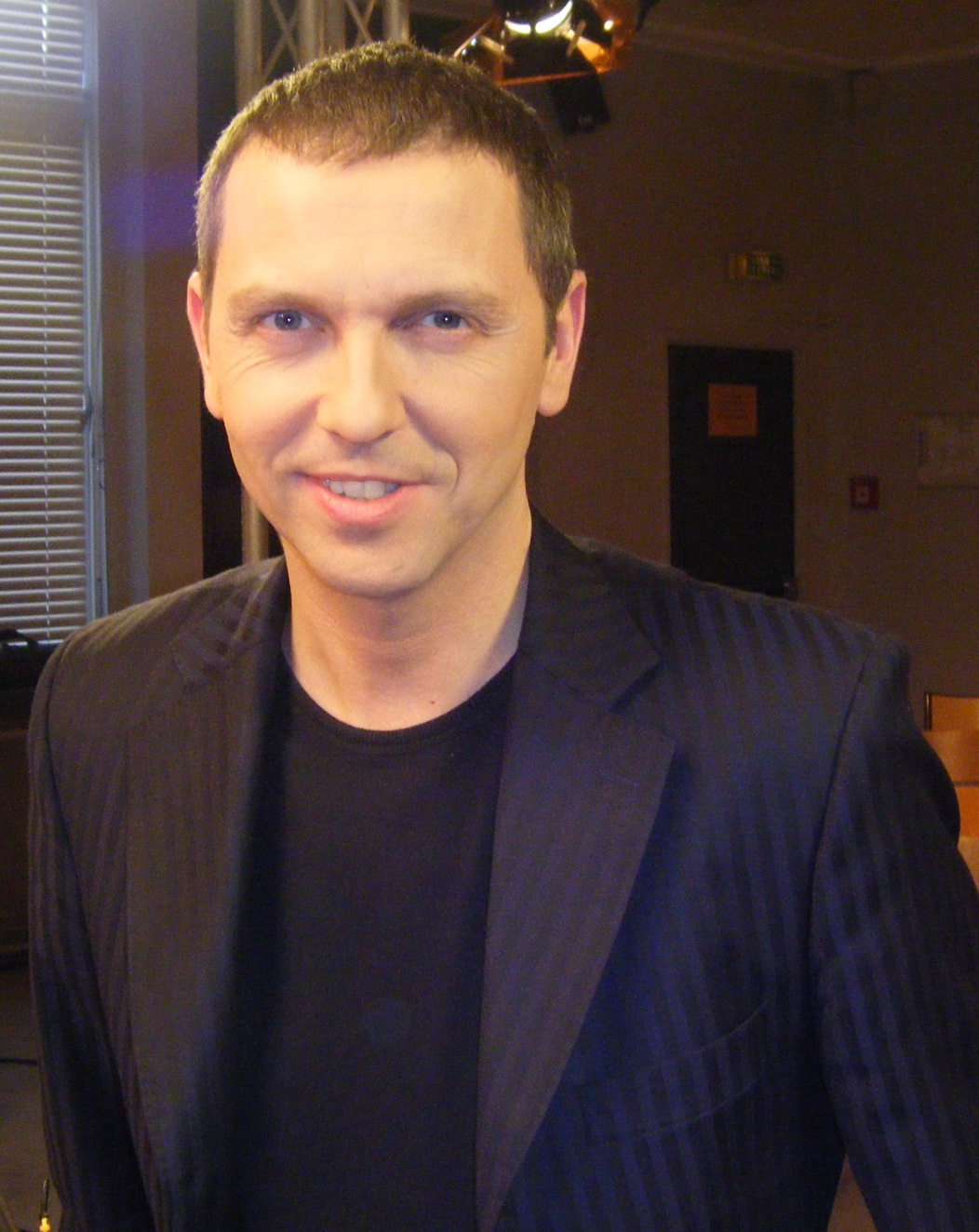
Thomas Hughes en 2008.
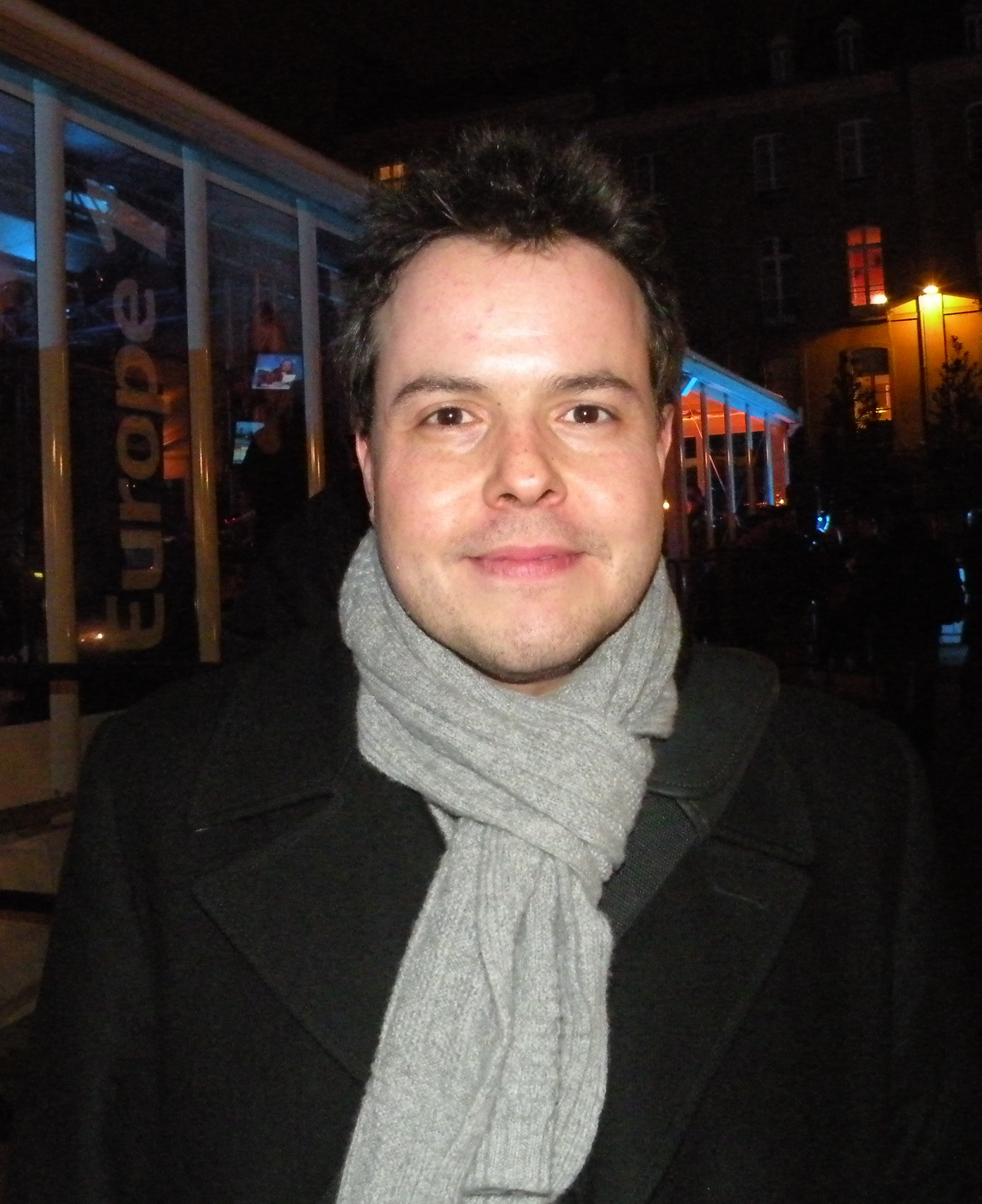
Nicolas Demorand en 2011.
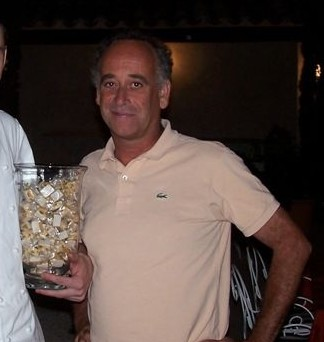
Sylvain Augier en 2006.
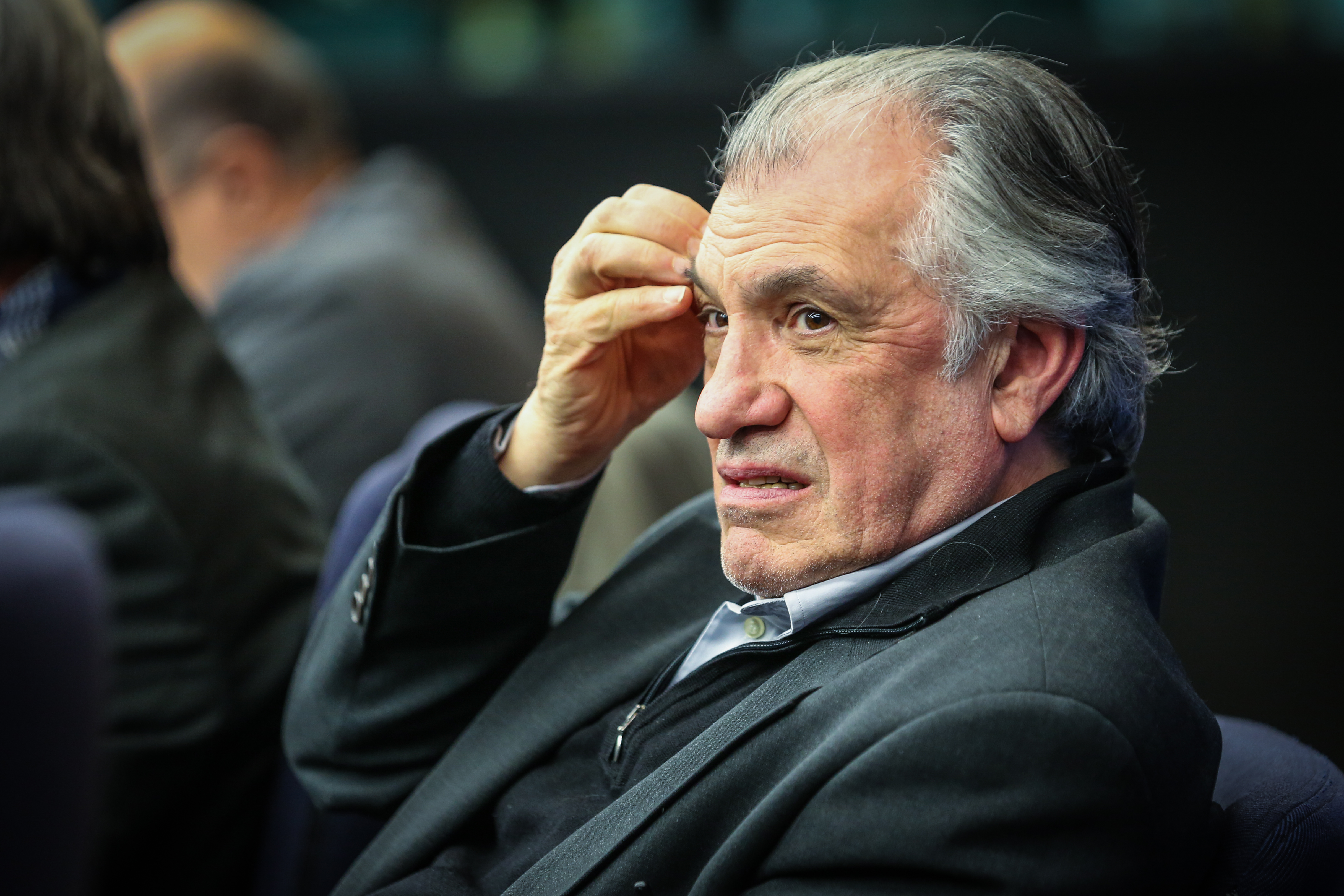
Serge July en 2014.
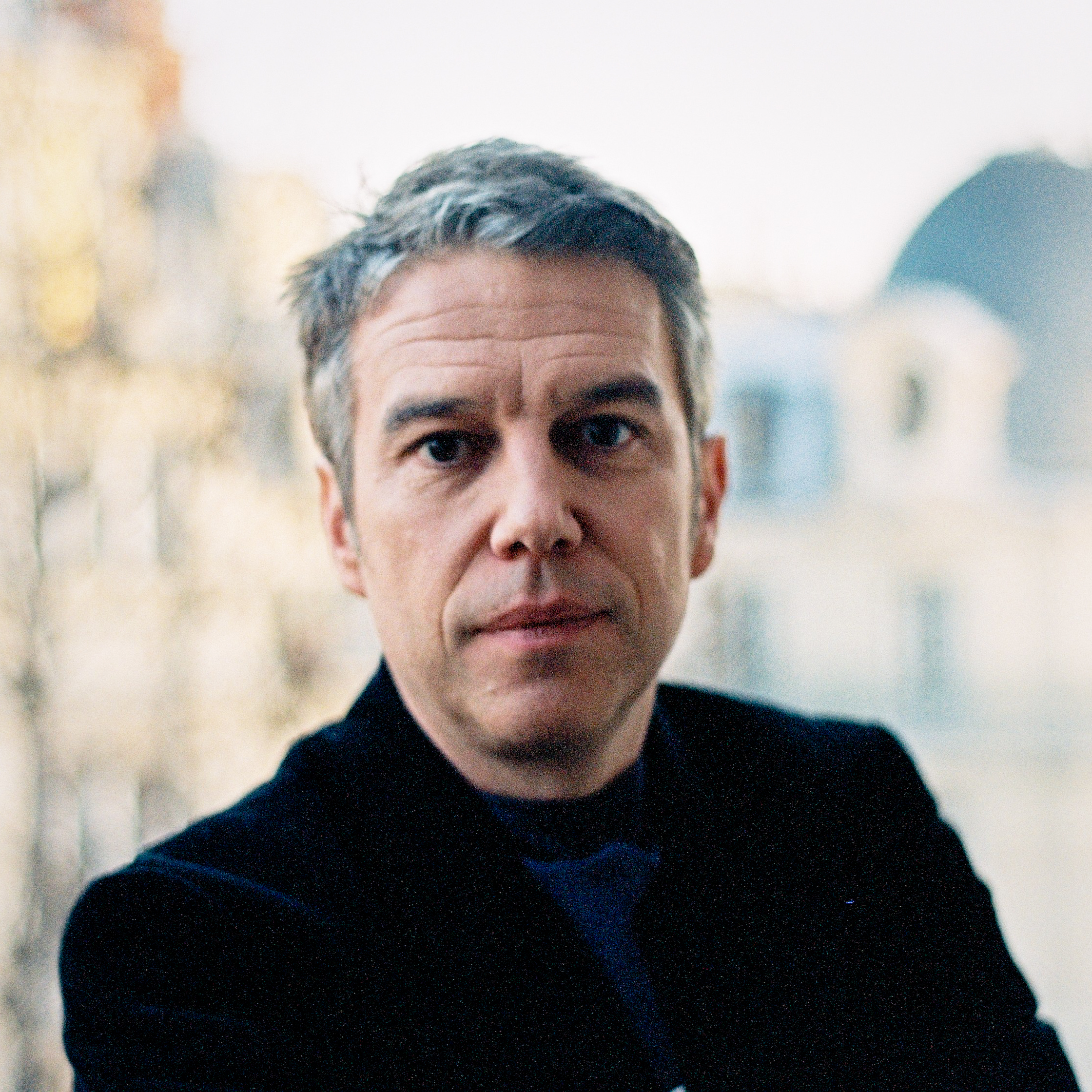
Philippe Vandel en 2009.

#### Présentant un autre programme
- Laurent Ruquier quitte Europe 1 pour Les Grosses Têtes sur RTL, à partir de la rentrée 2014, en remplacement de son animateur historique Philippe Bouvard[16].
- Hélène Jouan présente du lundi au jeudi Le téléphone sonne chaque soir sur France Inter, à compter de septembre 2014, en remplacement de Pierre Weill.
- Pierre Weill intervient dans le 7/9 du week-end sur France Inter, pour l'interview politique de 8 h 20, à compter de septembre 2014.
- Charline Vanhoenacker change de case sur France Inter, pour occuper le créneau de 7 h 57 du 7/9 de Patrick Cohen.
- Bernard Montiel continue à travailler sur MFM Radio, en 2014, mais la semaine et dans une tranche horaire de la mi-journée, pour de l'animation à l'antenne.
- Évelyne Adam est remerciée par France Bleu le 27 juin 2014, mais elle commence, le 1er septembre 2014, une nouvelle émission sur l'antenne de MFM Radio.
- Nagui est aux commandes de la tranche 11 h/12 h 30 de France Inter à la rentrée 2014[17], avec l'émission La bande originale succédant à l'émission On va tous y passer.
- Frédéric Pommier passe de l'éphéméride du 7/9 de France Inter à la présentation de la revue de presse du week-end, à partir de septembre 2014.
- Sonia Devillers reste sur France Inter en abandonnant l'émission quotidienne Grand Bain pour L'Instant M, à partir du 25 août 2014.
- Nikos Aliagas ne présente plus l'émission d'interview Les Incontournables mais l'émission people Sortez du cadre, toujours sur Europe 1, à partir de septembre 2014.
- Pierre de Vilno coprésente Europe 1 Bonjour, émission d'information prématinale sur Europe 1, avec Marion Calais depuis le 25 août 2014.
- Fabrice Drouelle, à la place du 7/9 du week-end, produit et présente l'émission Affaires sensibles sur France Inter depuis la rentrée 2014.
- Gilbert Brisbois coprésente Luis attaque sur RMC avec Luis Fernandez depuis le 25 août 2014.
- Christophe Cessieux coprésente Les Grandes Gueules du Sport sur RMC avec Serge Simon depuis la rentrée 2014.
- Florent Gautreau quitte France Télévisions pour les soirées football (Intégrale Foot, After Foot) du vendredi au dimanche sur RMC, à partir de la rentrée 2014.
- Jean-Louis Tourre coprésente Larqué Foot sur RMC avec Jean-Michel Larqué depuis août 2014.
- Alain Le Gouguec quitte le magazine Interception de France Inter pour présenter l'émission 116 rue Albert-Londres à compter de septembre 2014.
- Arlette Chabot est remplacée par David Abiker dans ses deux émissions sur Europe 1, et intègre, à la rentrée 2014, Le débat des grandes voix qui passe en quotidienne[18].
- Jean-François Achilli présente l'interview politique de la station France Info à 7h45 depuis la rentrée 2014.

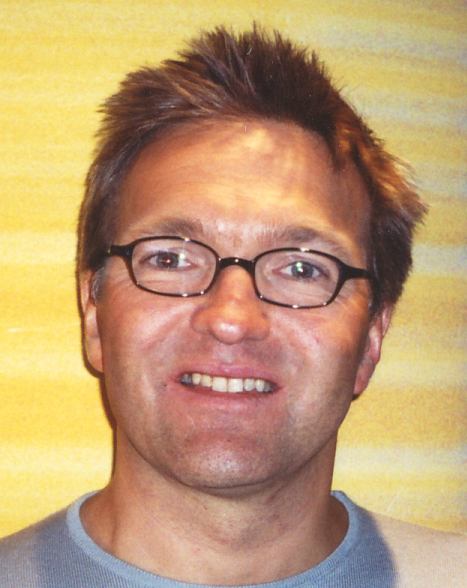
Laurent Ruquier en 2009.
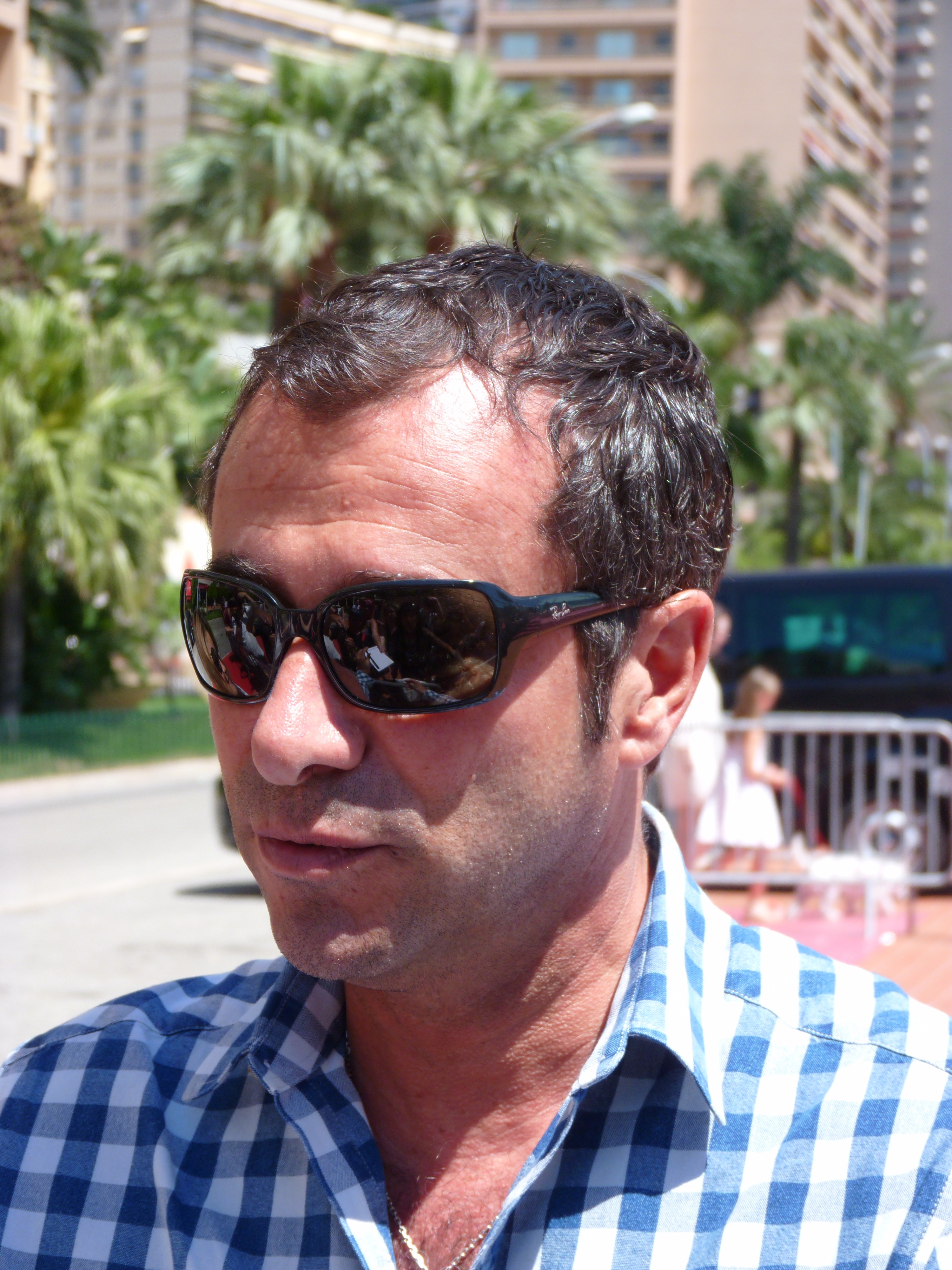
Bernard Montiel en 2012.
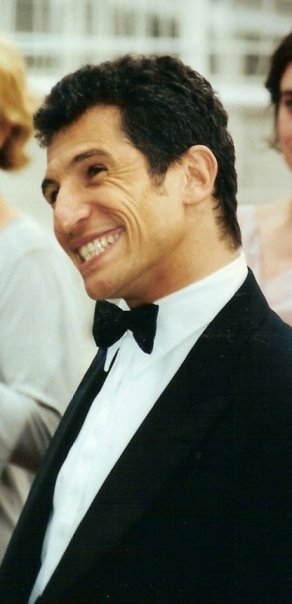
Nagui en 2000.
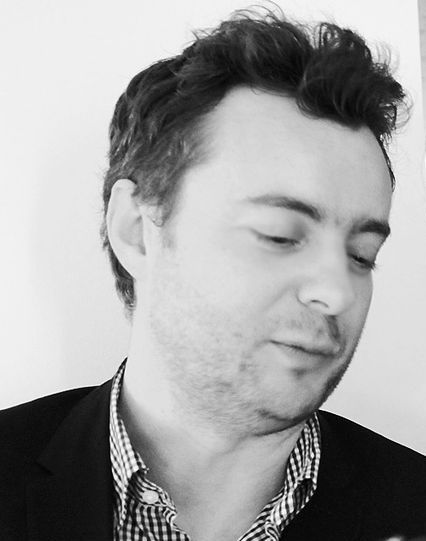
Frédéric Pommier en 2013.
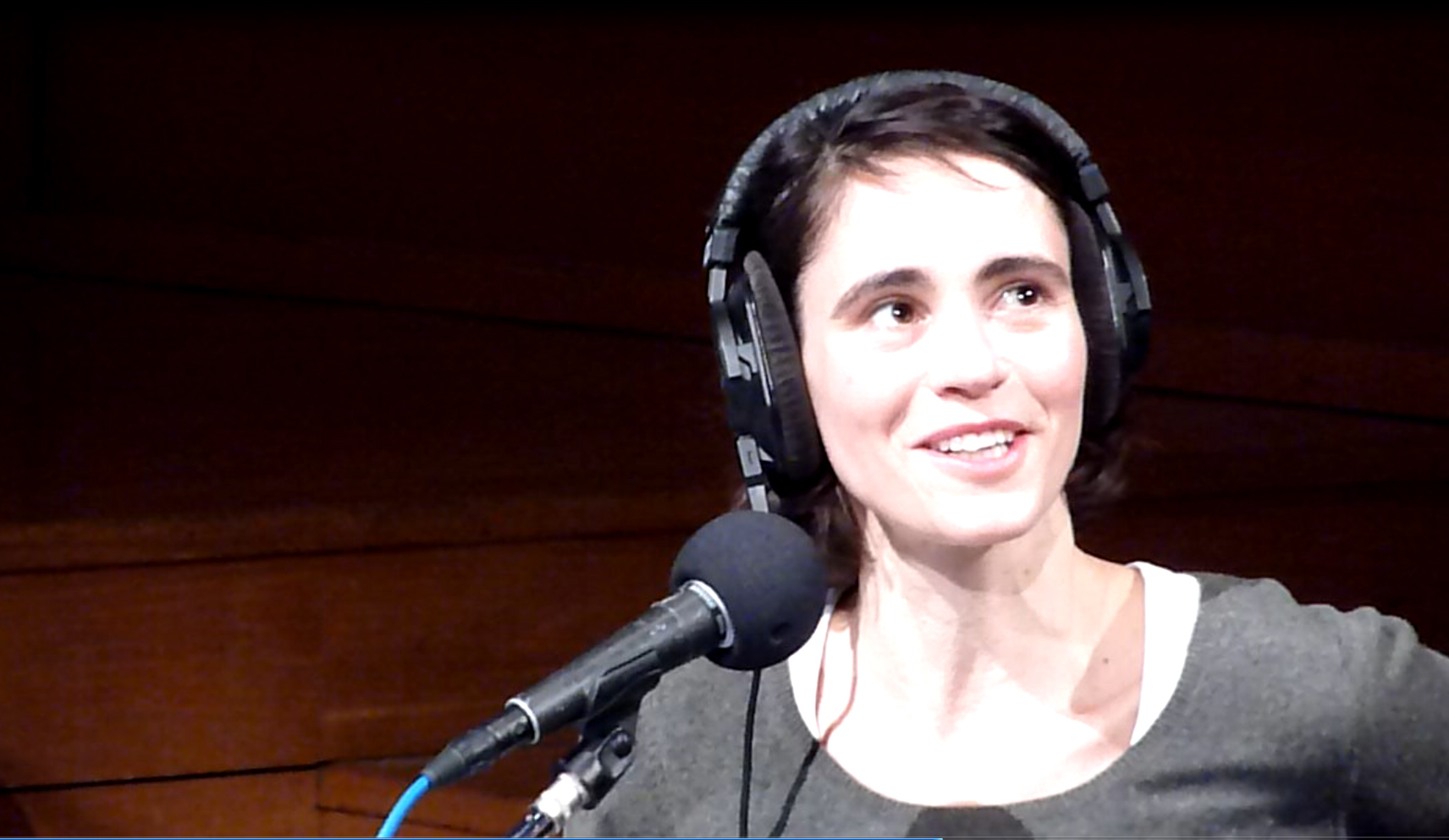
Sonia Devillers en 2011.
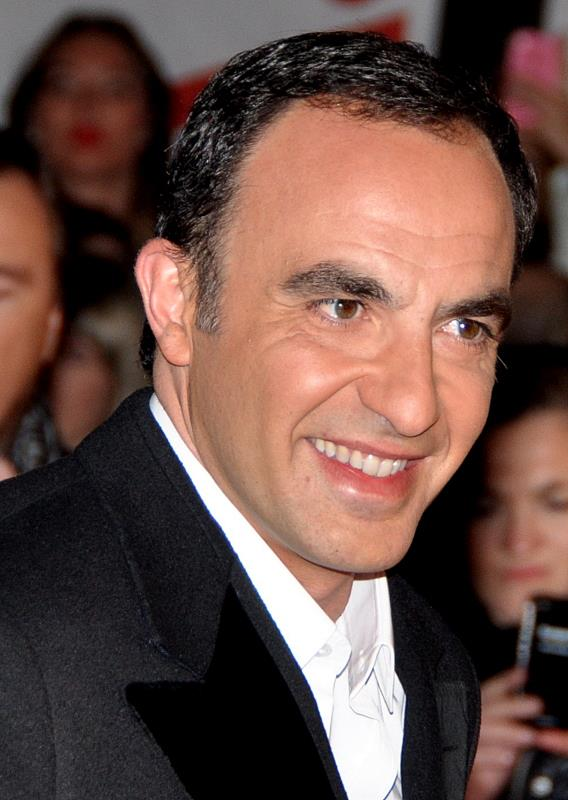
Nikos Aliagas en 2013.
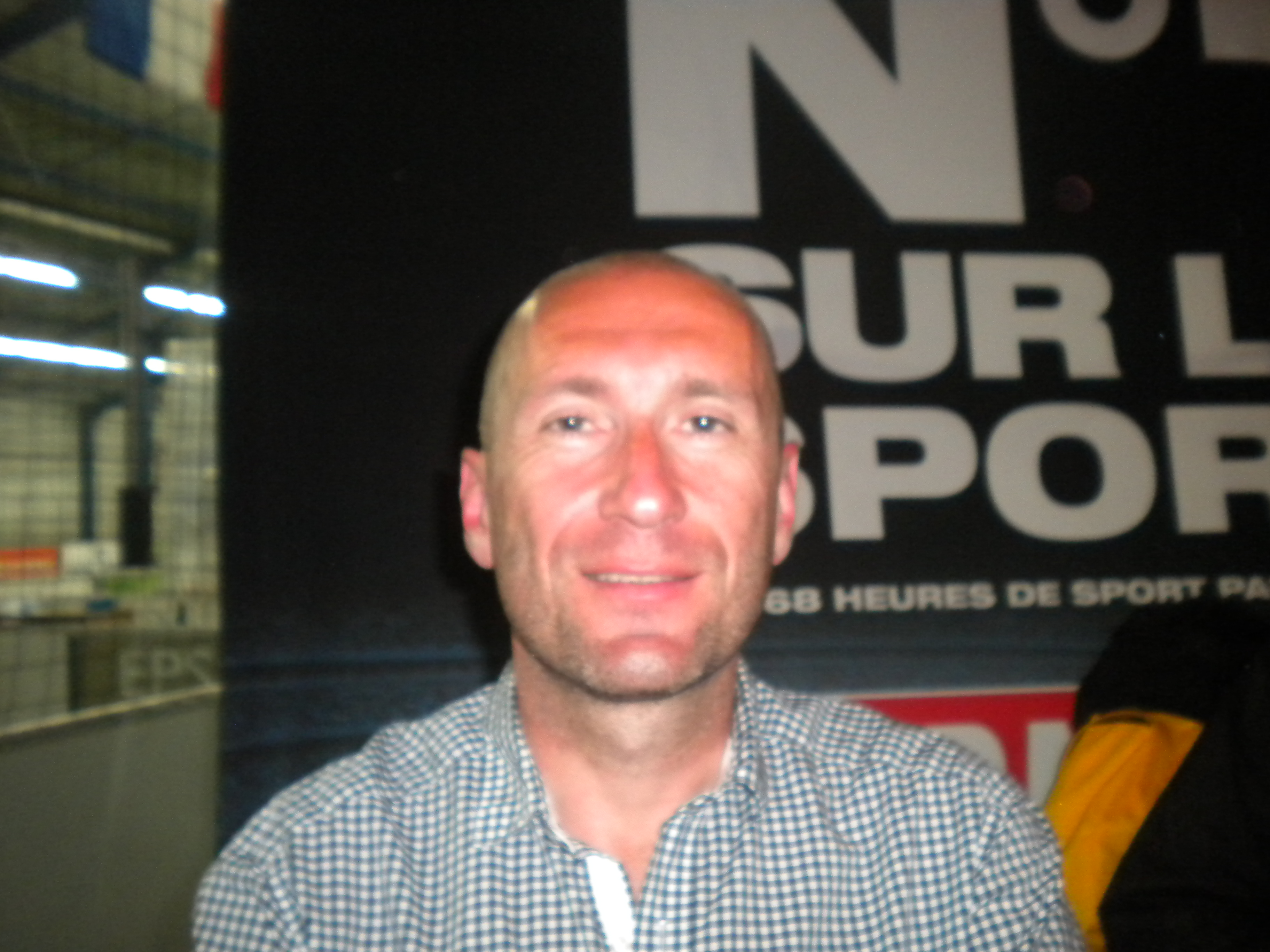
Gilbert Brisbois en 2013.
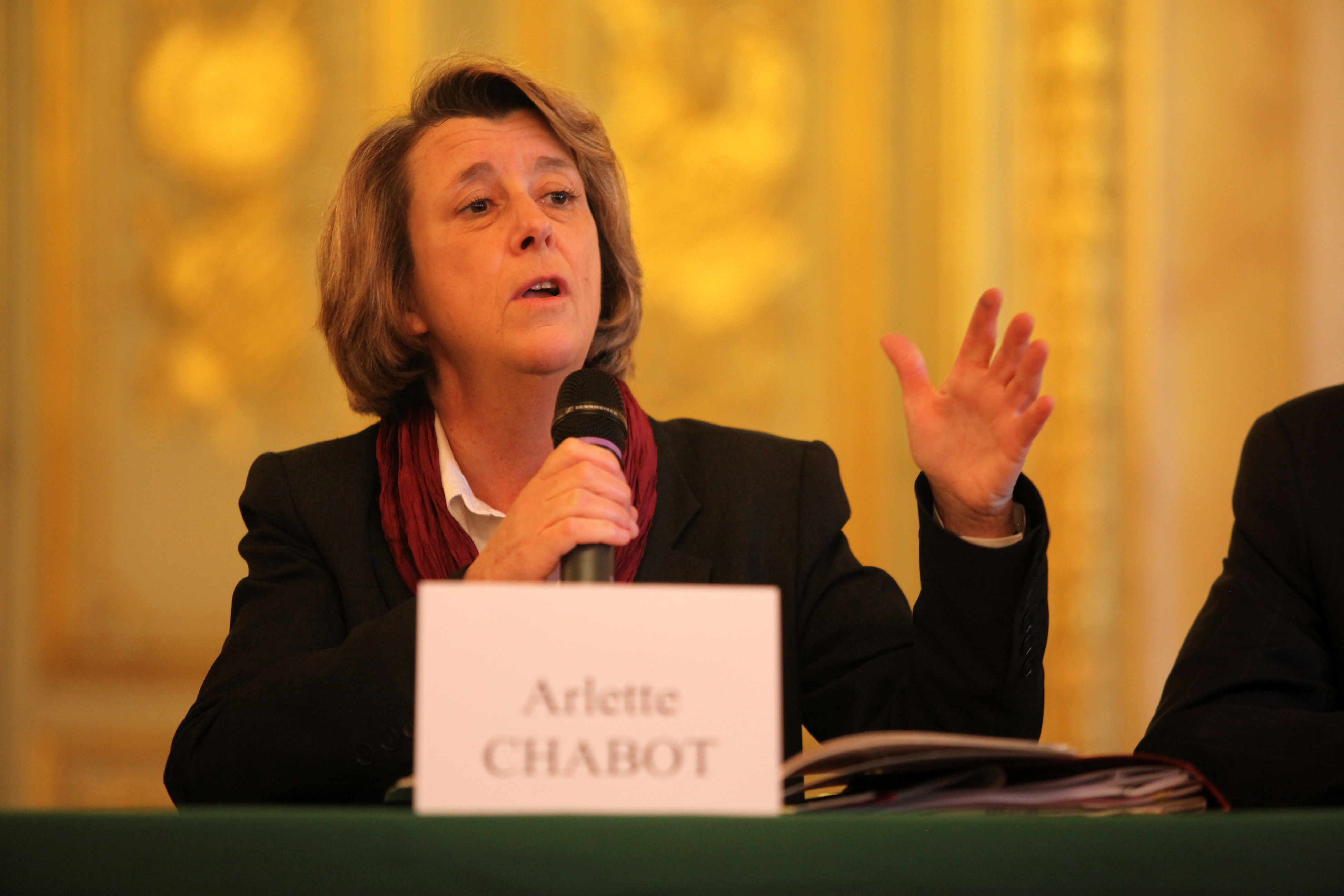
Arlette Chabot en 2009.

#### Disparus des antennes en 2014
- Damien Carreau n'est plus journaliste national sur Fun Radio depuis mai 2014.
- Daniel Mermet est débarqué de France Inter à l'été 2014.
- Marie-Odile Monchicourt prend sa retraite, ayant animé sur France Info des chroniques de vulgarisation scientifique jusqu'au 31 août 2014.
- Christophe Dechavanne quitte Europe 1 en juin 2014, l'émission On va s'gêner s'arrêtant.
- Yolaine de la Bigne n'anime plus ses chroniques sur Europe 1 à partir du 12 juillet 2014.
- Thierry Beauvert annonce son départ de Radio France fin août 2014.
- Jean-Pierre Bergeon, chroniqueur ciné sur France Bleu, prend sa retraite courant 2014 et est remplacé par Jean-Jacques Lester.

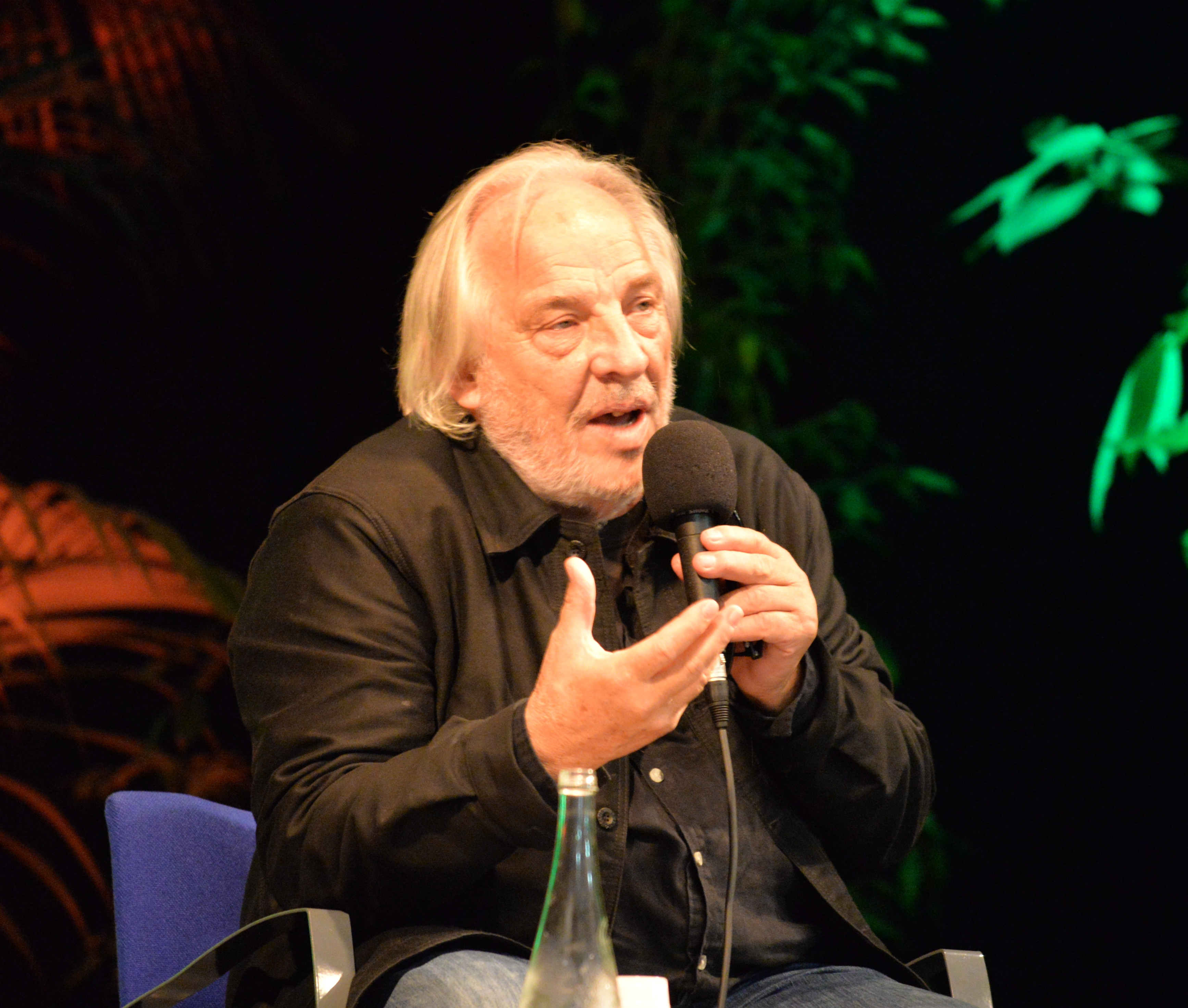
Daniel Mermet en 2015.
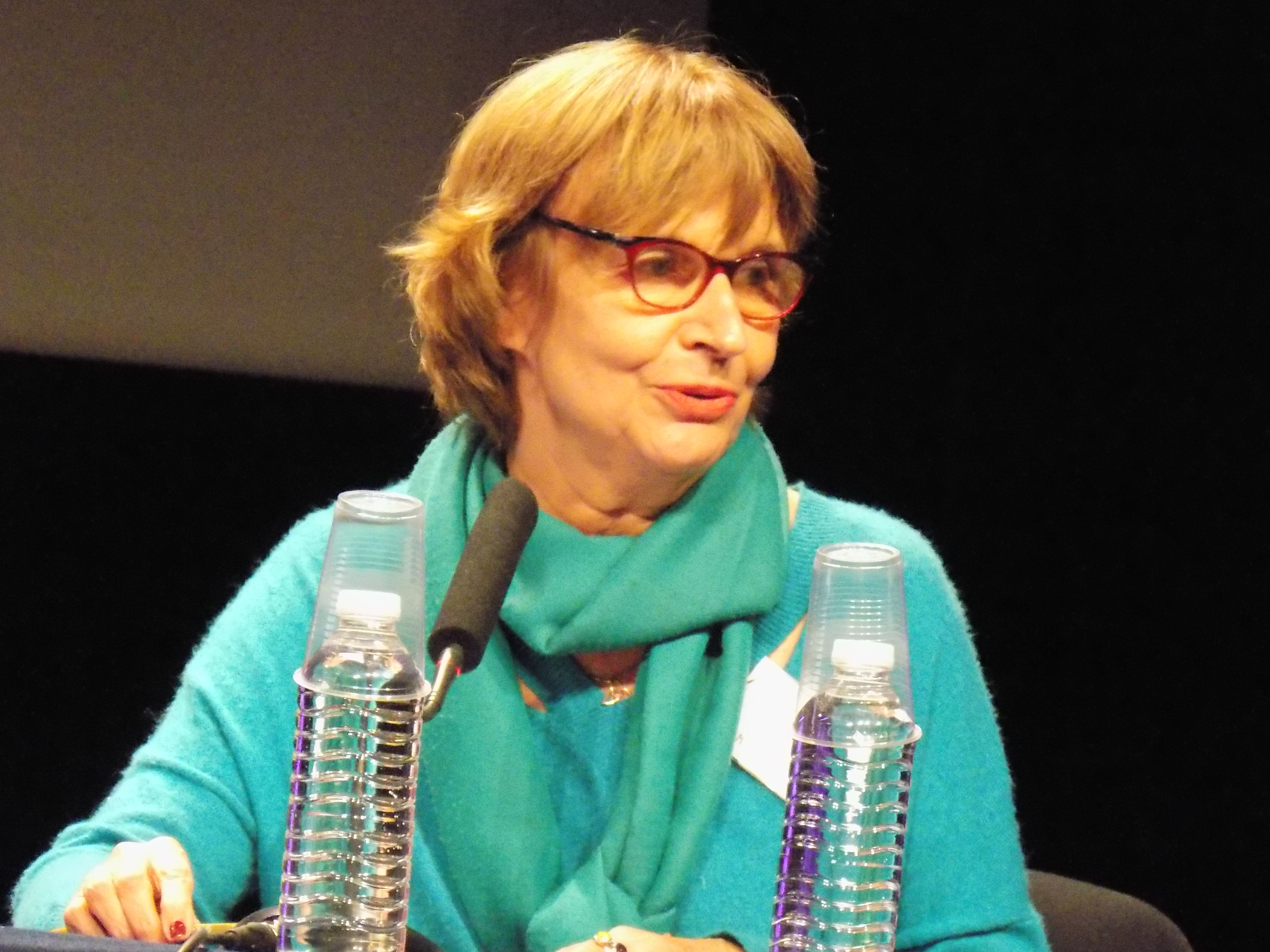
Marie-Odile Monchicourt en 2014.
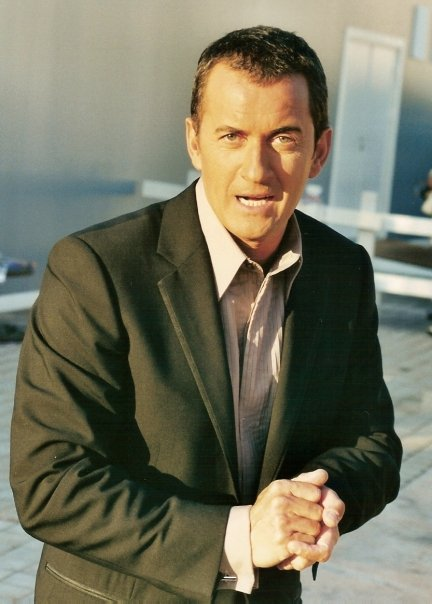
Christophe Dechavanne en 2002.

### Émissions de radio

#### Nouvelles émissions en 2014
- RFM Best of music, nouvelle émission sur RFM, le dimanche de 22 h à 1 h, présentée par Richard Philteur, depuis la rentrée 2014.
- Comme un bruit qui court, nouvelle émission de Daniel Mermet, émission démarrant sur France Inter à la rentrée 2014.
- Affaires sensibles, récits et témoignages autour des grandes affaires des 50 dernières années, par Fabrice Drouelle, sur France Inter.
- Classic avec Dessay, émission de musique classique de Natalie Dessay avec la complicité de Philippe Cassard, sur France Inter.
- Allô Bouvard, nouvelle émission de Philippe Bouvard, à compter du 30 août 2014, programmée le weekend à la place de La Bonne touche de Jean-Pierre Foucault et Jade.
- Papier-Bouvard, rubrique quotidienne matinale de Philippe Bouvard sur Bel-RTL, en semaine.
- Allô Évelyne, nouvelle émission d'Évelyne Adam, à compter du 1er septembre 2014 sur l'antenne de MFM Radio, diffusée de 20 h à 23 h.
- Si tu ne vas pas à Rio..., émission quotidienne de Philippe Colin et Xavier Mauduit, sur France Inter, à partir du 28 juin 2014, dédiée à la Coupe du monde de football[19].
- La vie est un Je, émission de rencontres produite et animée par Daphné Roulier, diffusée tous les samedis à 19 h 20 sur France Inter, depuis le 30 août 2014[20].
- RMC Poker Show, émission de poker présentée par Daniel Riolo, Hugues Obry et Benjamin Gallen, sur RMC chaque vendredi de 0 h à 1 h, depuis octobre 2014.
- Super Moscato Show, talk show de sport de Vincent Moscato et Pierre Dorian avec Éric Di Meco, Maryse Ewanje-Epée et Jacques Monclar, sur RMC, depuis août 2014.
- Carrefour de Lodéon, émission de musique classique présentée par Frédéric Lodéon, dorénavant sur France Musique.
- La bande originale, émission remplaçant On va tous y passer pour la tranche 11 h/12 h 30 de France Inter, présentée par Nagui, à la rentrée 2014.
- L'Instant M, émission quotidienne sur France Inter consacrée à l'actualité des médias, présentée par Sonia Devillers à partir du 25 août 2014[21].
- Sortez du cadre Europe 1, émission hebdomadaire sur Europe 1, présenté par Nikos Aliagas, à partir de septembre 2014[22].
- Si tu écoutes, j'annule tout, émission humoristique de France Inter, animée par Charline Vanhoenacker en compagnie d'Alex Vizorek et d'André Manoukian.
- La Curiosité est un vilain défaut, émission quotidienne animée par Sidonie Bonnec et Thomas Hugues, sur RTL, à partir de septembre 2014.
- Un jour dans le monde, magazine d'actualité internationale de France Inter, diffusé tous les soirs de 18 h 15 à 19 h à la rentrée 2014, rappelant Et pourtant elle tourne.
- 116 rue Albert-Londres émission de France Inter consacrée aux grands reporters, présentée par Alain Le Gouguec le dimanche de 16 h à 17 h à partir de septembre 2014.

#### Émissions déprogrammées en 2014
- RFM Collector, émission de RFM animée par Guillaume Aubert, supprimée à la rentrée 2014.
- Là-bas si j'y suis, émission alter-mondialiste de France Inter présentée par Daniel Mermet depuis 1989, supprimée en juin 2014[23].
- La Bonne Touche, émission de RTL depuis 2006.
- Des clics et des claques, émission d'Europe 1 depuis 2011.
- Les Lundis de l'Histoire, émission de France Culture depuis 1966.
- On va s'gêner, émission d'Europe 1 depuis 1999.
- La compil' des auditeurs, émission de France Bleu diffusée depuis l'année 2000, supprimée fin juin 2014.
- Comme on nous parle, émission de France Inter sur l'actualité, la culture et les médias présentée par Pascale Clark depuis 2009.
- Cosmic fantaisy, émission musicale de France Inter présentée par Barbara Carlotti depuis 2013.
- Addictions, émission musicale de France Inter présentée par Laurence Pierre depuis 2011.
- Carrefour de Lodéon, émission de musique classique de France Inter présentée par Frédéric Lodéon depuis 1992, déplacée sur France Musique.
- Encore heureux, émission culturelle de France Inter présentée par Arthur Dreyfus avec Eva Bester, depuis 2013.
- Jour de Fred, entretien quotidien sur France Inter proposé par Frédéric Mitterrand depuis 2013.
- Laura Leishman Project, émission musicale de France Inter présentée par Laura Leishman depuis 2013.
- On va tous y passer, émission culturelle et humoristique de France Inter animée par Frédéric Lopez puis par André Manoukian depuis 2012, supprimée le 27 juin 2014.
- Ouvert la nuit, émission culturelle de France Inter proposée en binôme par Alexandre Héraud, Tania de Montaigne, Aurélie Sfez et Baptiste Etchegaray depuis 2011.
- Pendant les travaux, le cinéma reste ouvert, émission de cinéma sur France Inter, présentée par Jean-Baptiste Thoret et Stéphane Bou, depuis 2011.
- Eclectik, émission de France Inter produite et animée par Rebecca Manzoni, diffusée depuis 2004.
- Les Incontournables, émission sur Europe 1 présentée par Nikos Aliagas, avec Benjamin Petrover, le samedi et le dimanche matin, depuis septembre 2012.
- Le grand Quiz des Histoires de France, émission jeu sur RTL animée par Laurent Boyer en compagnie de l'historienne Clémentine Portier-Kaltenbach depuis septembre 2010[24].
- Les grands concerts de Radio France, produit et présenté par Frédéric Lodéon, sur France Inter, depuis 1999.
- Plaisirs d’amour, produit et présenté par Frédéric Lodéon, sur France Musique, depuis 2006.
- Au diable Beauvert, émission animée par Thierry Beauvert sur France Musique, s'arrête en juin 2014.
- La tribune des critiques de disques émission animée par Thierry Beauvert sur France Musique, s'arrête aussi en juin 2014.
- Saga, émission de Georges Lang sur RTL, supprimée à la rentrée 2014, à la suite du départ à la retraite de Jean-François Johann, son producteur, rédacteur et traducteur.

## Prix et distinctions en 2014
En retenant les principaux prix de la liste des récompenses de radio d'une part, en faisant état des distinctions institutionnelles remises d'autre part, en considérant également d'autres distinctions plus anecdotiques, l'année 2014 met donc à l'honneur les personnalités suivantes :

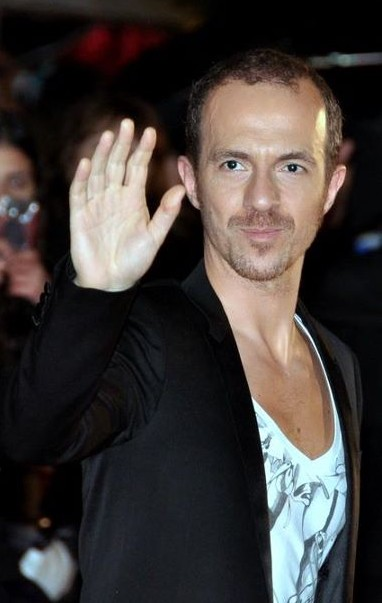
Calogero en 2012.
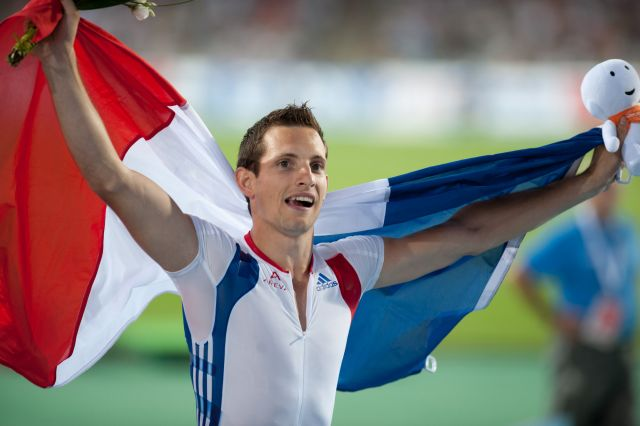
Renaud Lavillenie en 2010.
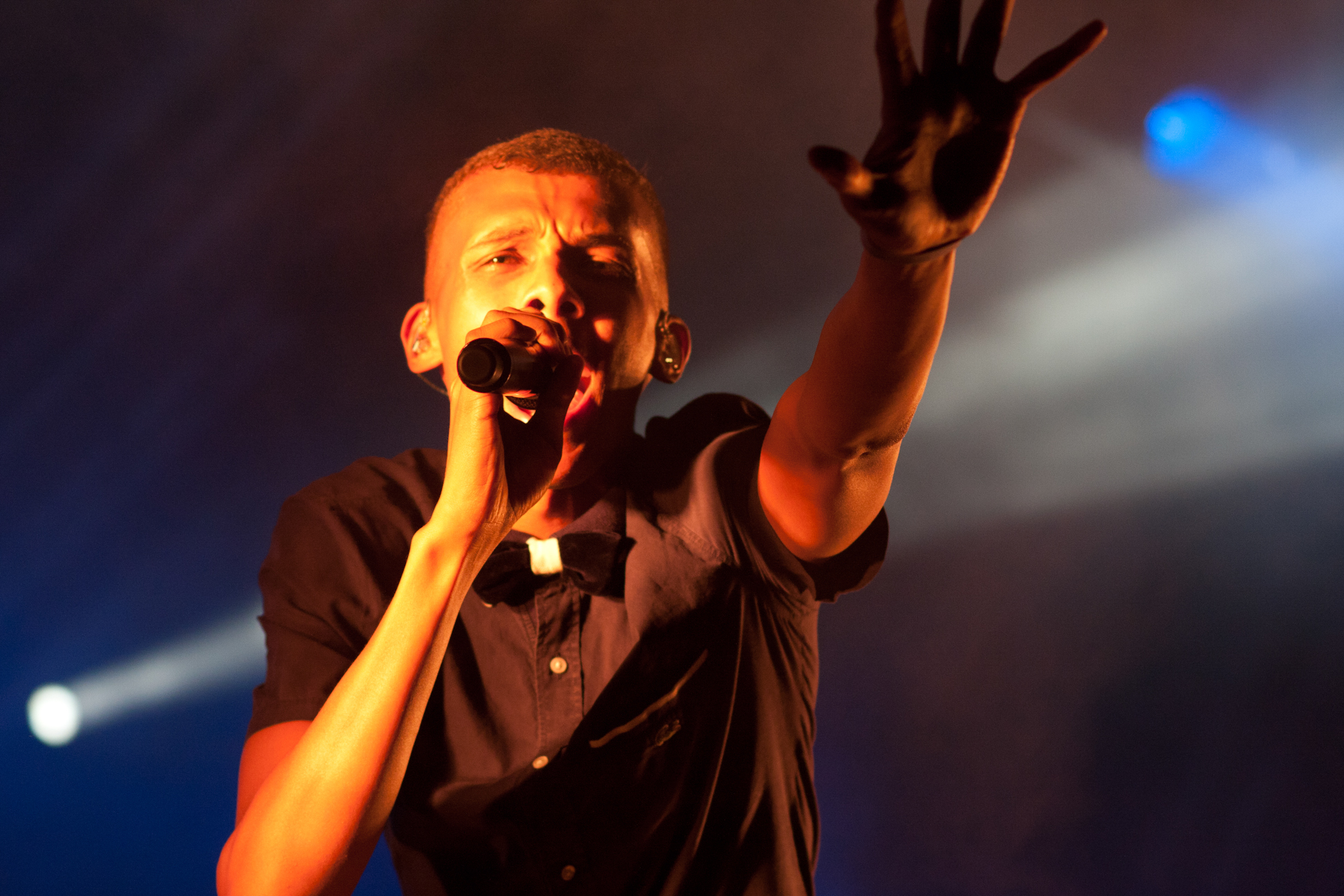
Stromae en 2011.
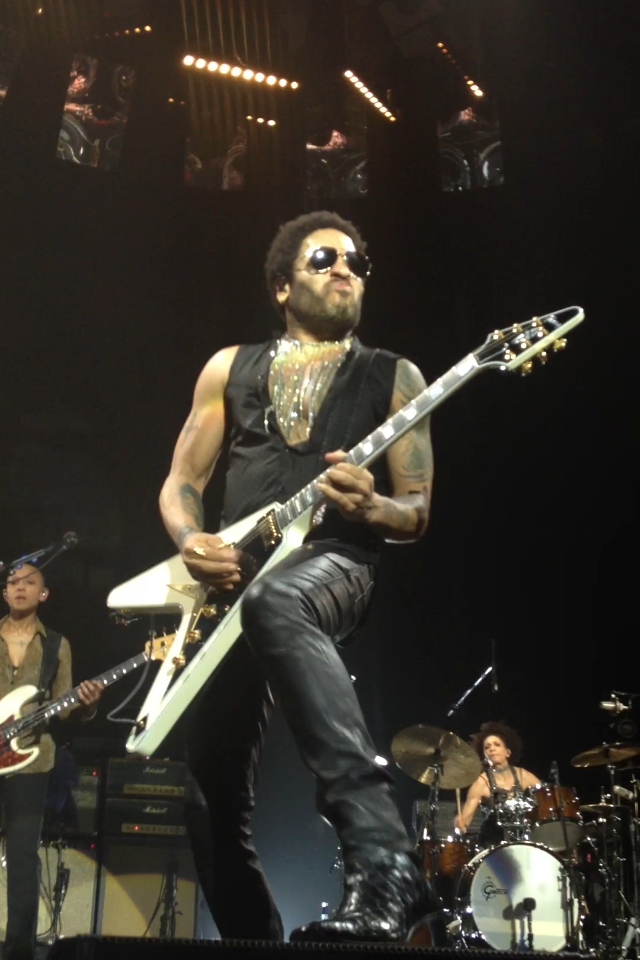
Lenny Kravitz en 2014.
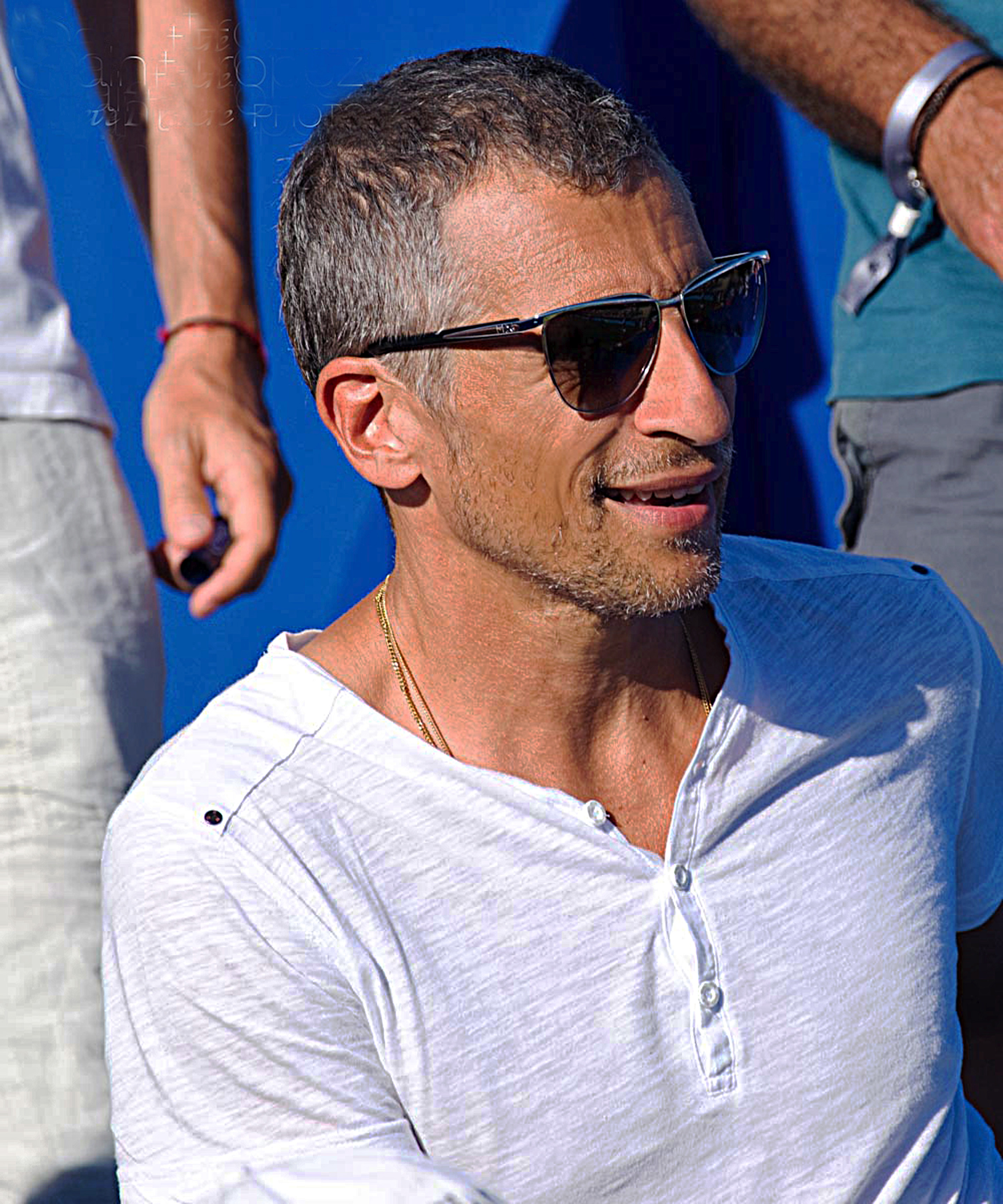
Nagui en 2015.
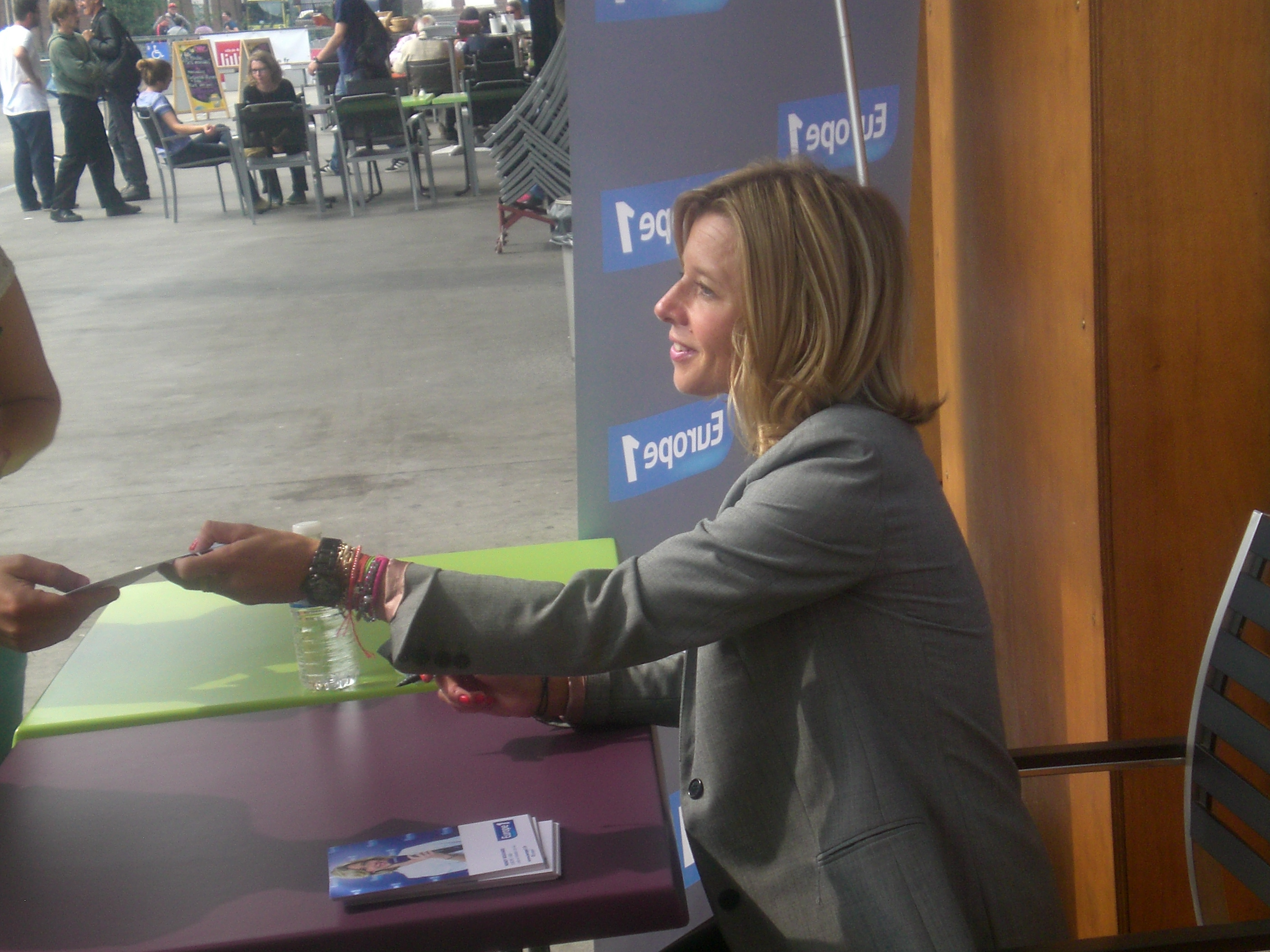
Wendy Bouchard en 2014.
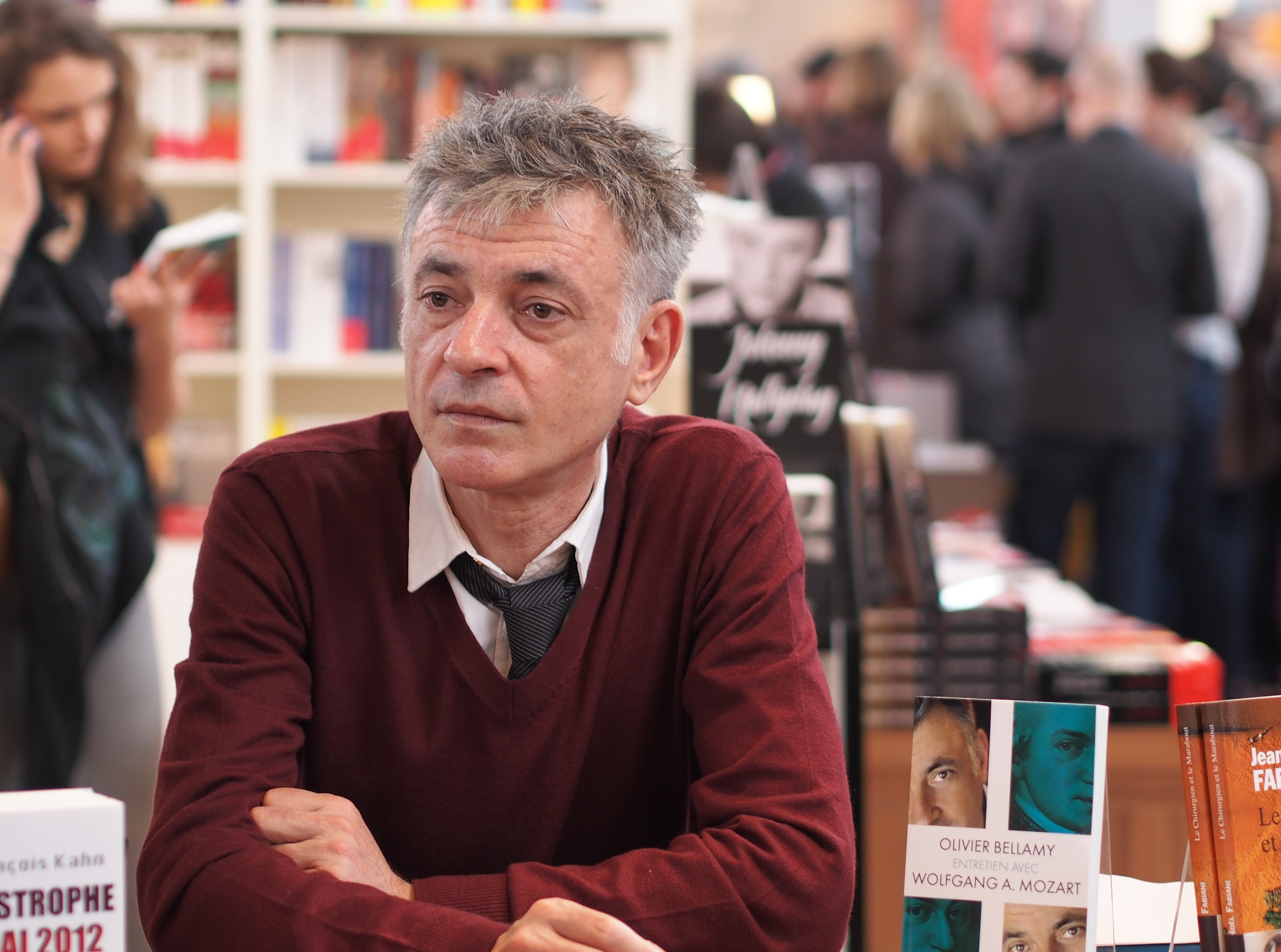
Olivier Bellamy en 2013.
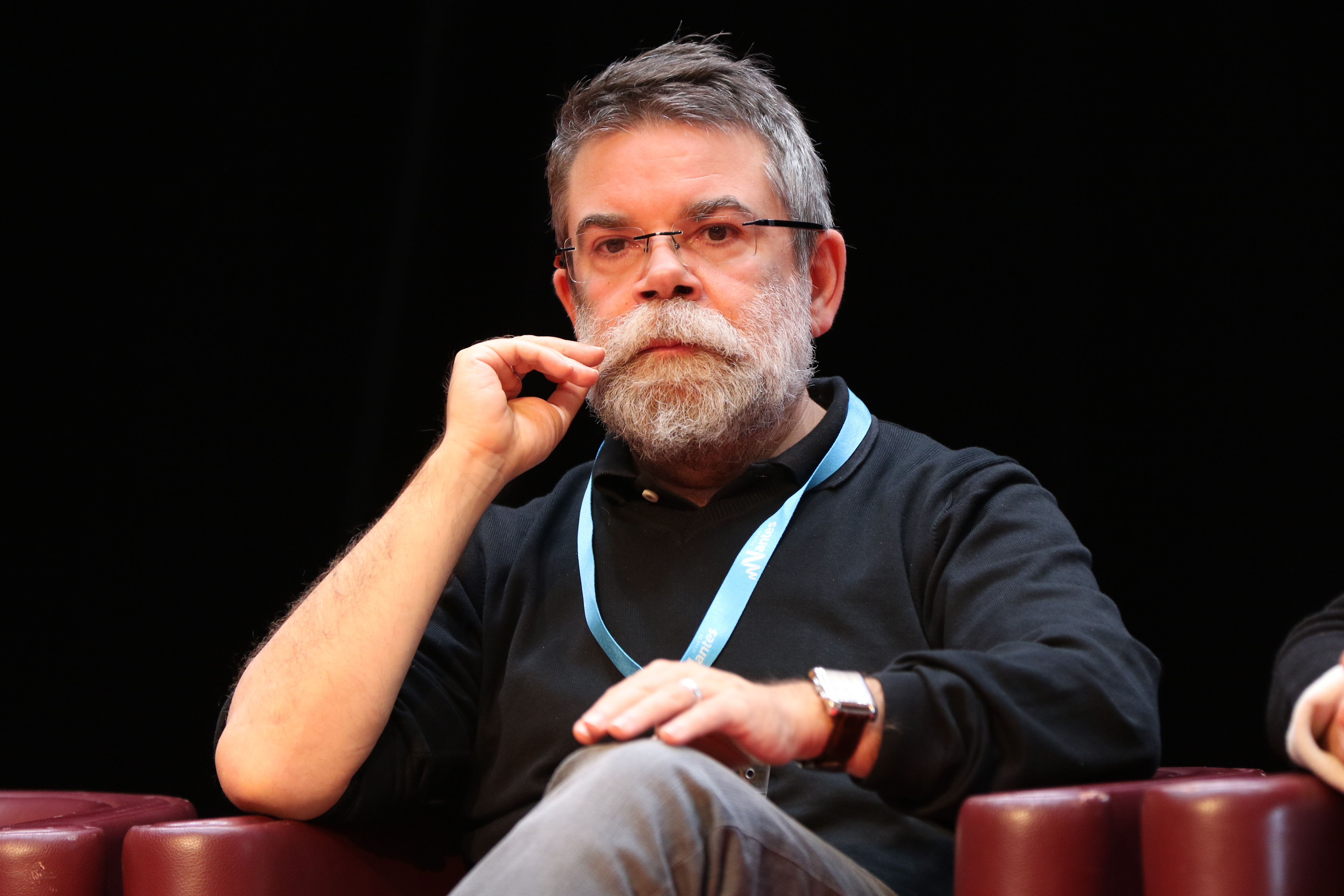
Xavier Mauméjean en 2015.
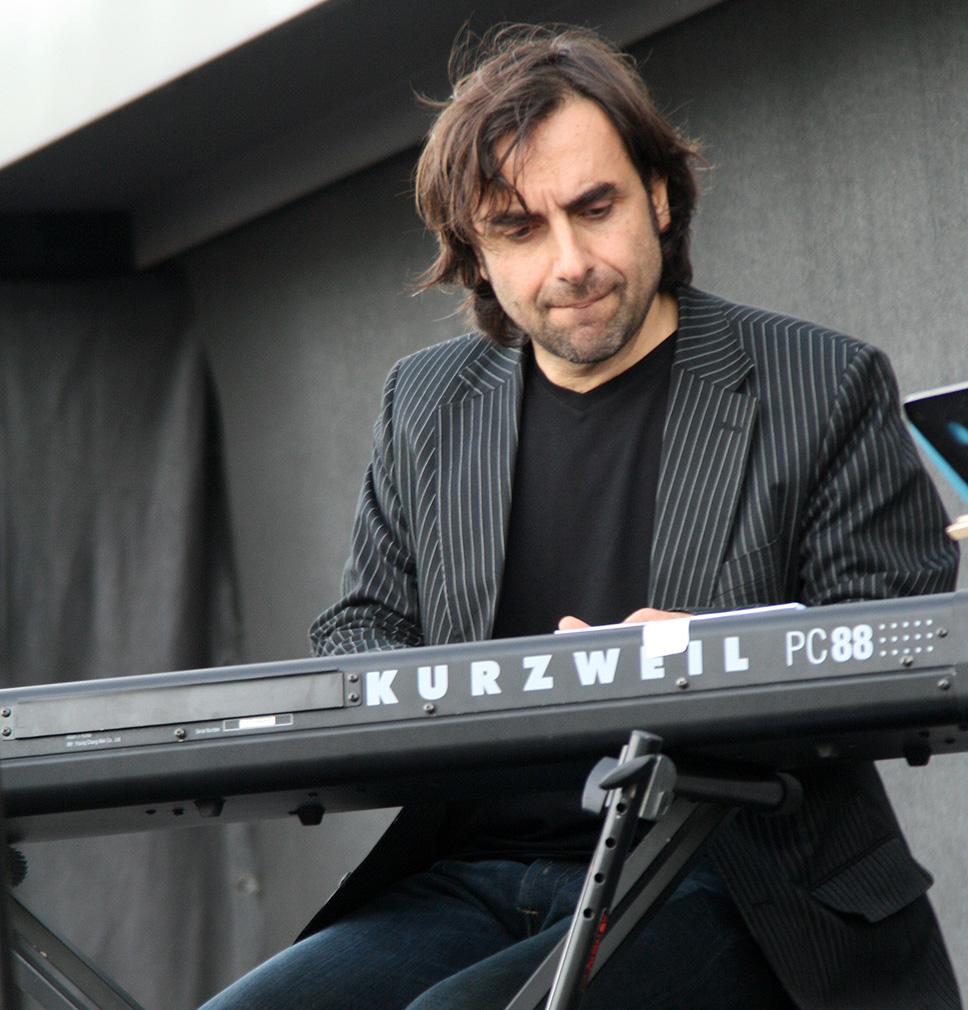
André Manoukian en 2007.
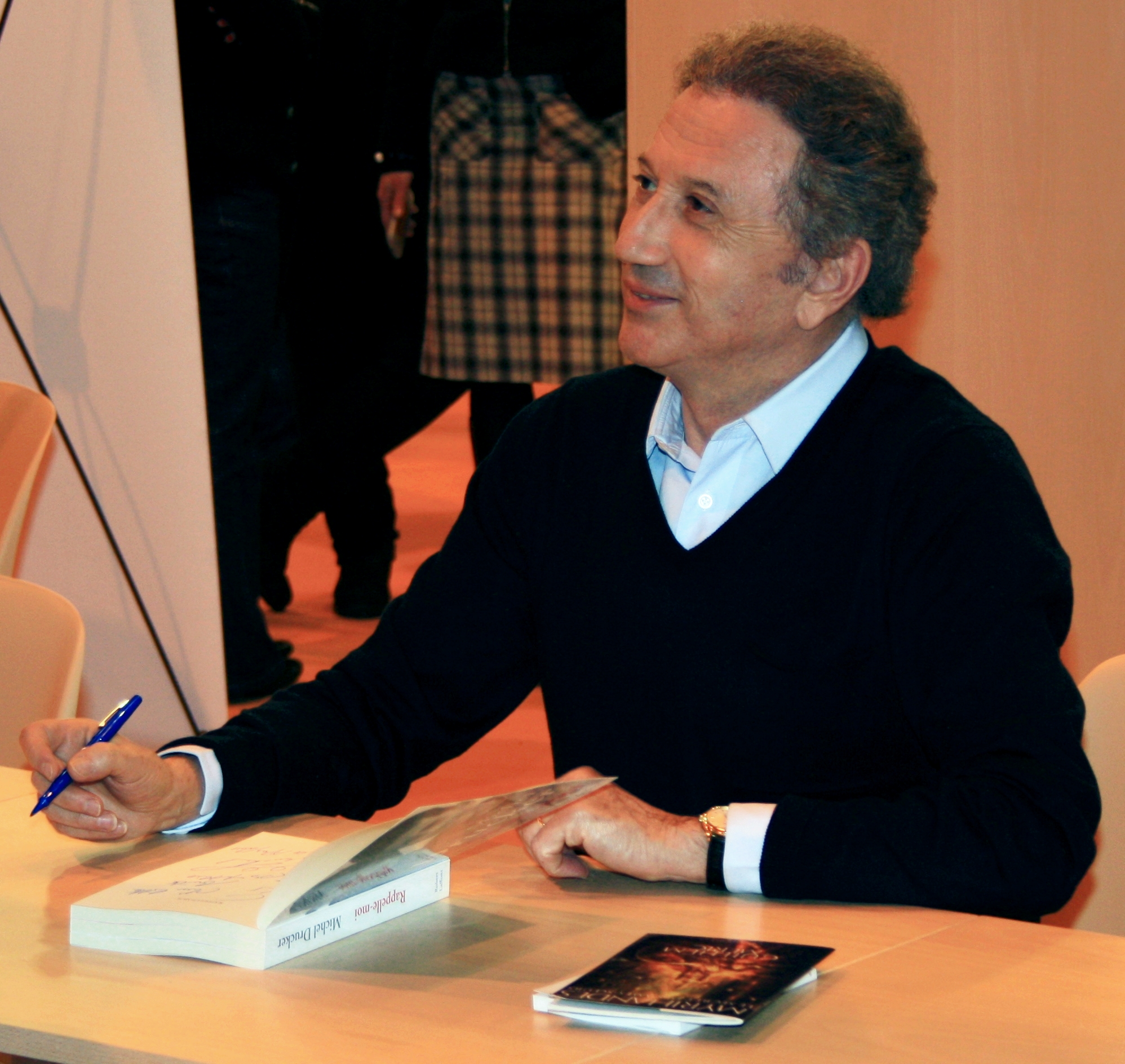
Michel Drucker en 2011.
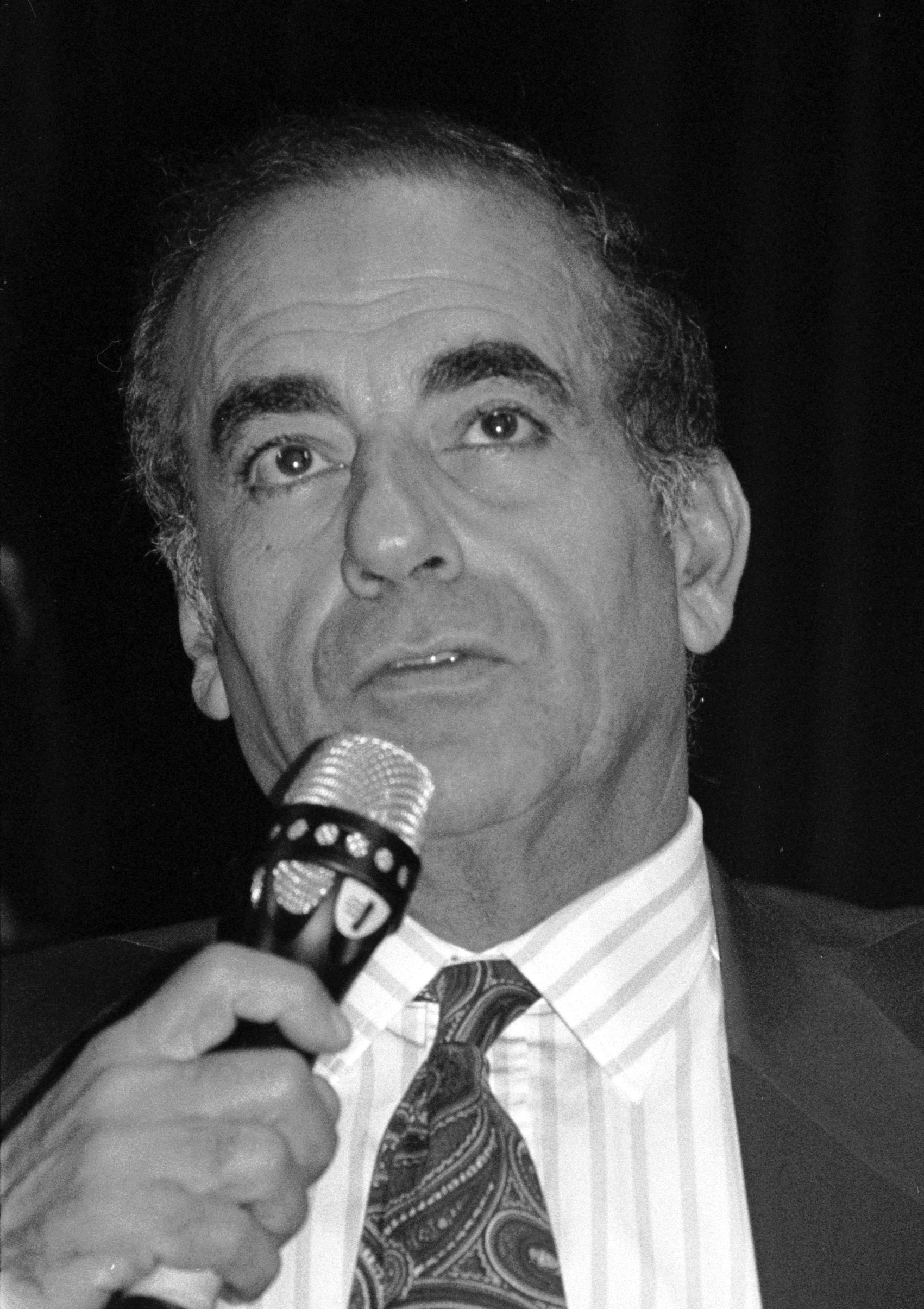
Jean-Pierre Elkabbach en 1991.
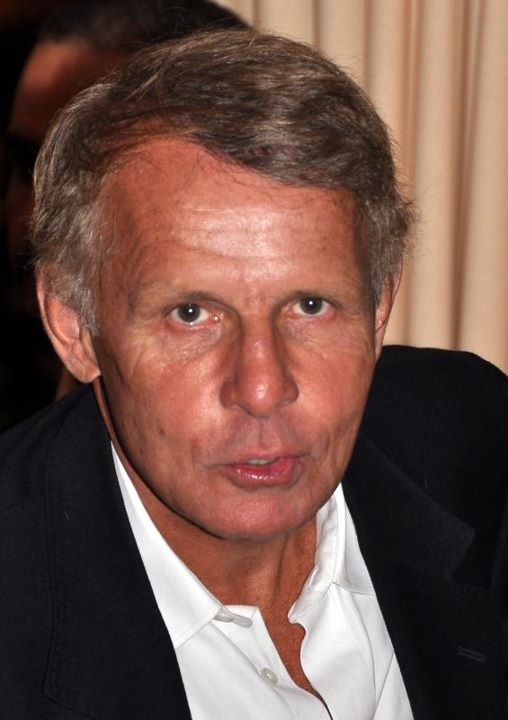
Patrick Poivre d'Arvor en 2011.

### Prix Radio France
- Prix du Livre Inter : Céline Minard pour son livre Faillir être flingué, Éditions Rivages, 2013  (ISBN 2-7436-2583-X)
- Prix de la Chanson Inter : Le Portrait, chanson de Calogero.
- Prix du sportif français des auditeurs de Radio France : Renaud Lavillenie, perchiste.
- Roman des étudiants France Culture-Télérama : Maylis de Kerangal pour son livre Réparer les vivants paru aux éditions Verticales.
- Prix France Info de la Bande dessinée d’actualité et de reportage : décerné à Ainsi se tut Zarathoustra de Nicolas Wild, La Boîte à bulles / ARTE Éditions
- Prix France Culture Cinéma 2014 : pour son œuvre et de manière honorifique, la cinéaste lauréate est Margarethe von Trotta.
- Prix des auditeurs du Masque et la Plume 2014 : Les Combattants de Thomas Cailley (film français) et Mommy de Xavier Dolan (film étranger).

### Prix RTL
- Grand prix RTL-Lire : Maylis de Kerangal pour son roman Réparer les vivants paru aux éditions Verticales.
- Album RTL de l'année 2014 : Les Feux d'artifice de Calogero, qui devient ainsi son 9e lauréat[25].

### Prix NRJ
- Prix d'honneur aux NRJ Music Awards 2014 : Stromae et Lenny Kravitz.

### Autres prix en 2014
- Grand prix de la fiction radiophonique de la SGDL : remis à Linda Lewkowicz pour Petit T ou comment devenir analphabète, RTBF.
- Prix Varenne de la radio 2014 : la Fondation Varenne qui entend valoriser le métier de journaliste a désigné, fin 2014, dans la catégorie radio[26] :
  - Olivia Leray, étudiante à l'ESJ Montpellier, pour un reportage sur le travail des auxiliaires de vie dans une maison de retraite ;
  - Mathilde Lemaire, journaliste à France Info, pour un reportage sur les familles ukrainiennes fuyant les zones de combat ;
  - Jean-Alphonse Richard, journaliste à RTL, pour une chronique sur le couple Brigitte Bardot-Gunther Sachs.
- 16e grand prix des médias CB News : Wendy Bouchard reçoit le prix de la « meilleure émission de radio » pour Europe 1 Midi, début septembre 2014[27].
- Prix Roland-Dorgelès 2014 : Olivier Bellamy reçoit ce prix décerné par Hélène Carrère-d'Encausse, le 14 novembre 2014, pour son émission sur Radio Classique[28].
- Prix SACD radio 2014 : Xavier Mauméjean en est le lauréat, et Camille Kohler le nouveau talent.[réf. nécessaire]
- Prix Philippe Chaffanjon 2014 (catégorie reportage français) : le prix est attribué à Stéphane Siohan et Matthieu Sartre pour « Kinshasa FM »[29].
- Prix Philippe Chaffanjon 2014 (catégorie reportage haïtien) : le prix va à Ralph Thomassaint Joseph pour « Islène, quatre ans dans un camp sans ses deux mains »[29].

### Distinctions institutionnelles en 2014
- Nagui est fait chevalier de l'ordre national du Mérite le 13 novembre 2014[30].
- André Manoukian est fait Chevalier des arts et des lettres par la ministre de la Culture Aurélie Filippetti, le 29 janvier 2014.
- Michel Drucker est fait commandeur de l'ordre de la Couronne en Belgique en 2014.
- Jean-Pierre Elkabbach est promu commandeur de la Légion d'honneur par le Premier ministre Manuel Valls en juillet 2014[31].

### Autres distinctions en 2014
- Patrick Poivre d'Arvor est intronisé compagnon du Beaujolais en juillet 2014.
- Léa Salamé est élue « Femme de l'année 2014 » pour le magazine GQ.
- Michel Follet est consacré, en 2014,  troisième personnalité radiophonique flamande de tous les temps par l'organisme de la radiodiffusion flamande VRT.

## Décès en 2014
- Josée Gorce, animatrice, productrice et réalisatrice pour la radio, décédée le 20 février 2014, à l'âge de 73 ans[32].
- Benoît Duquesne, décédé le 4 juillet 2014.
- Abdelwahab Meddeb, écrivain, poète et animateur de radio franco-tunisien, est mort le 6 novembre 2014.
- Jacques Chancel, décédé le 23 décembre 2014[33].

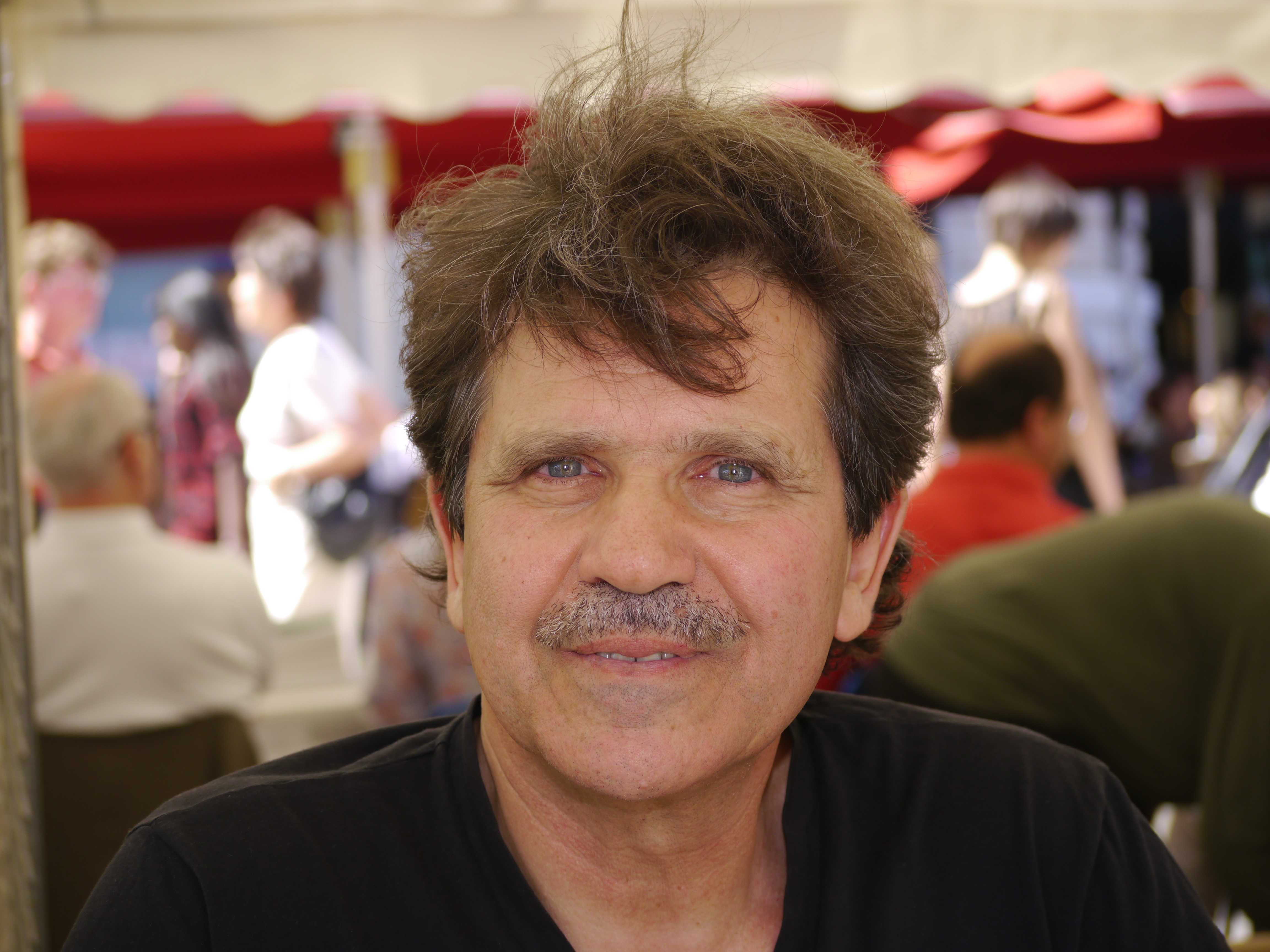
Abdelwahab Meddeb en 2011.
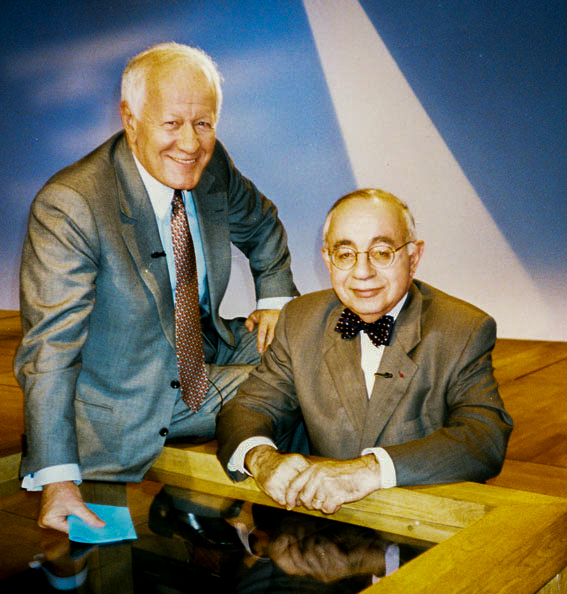
Jacques Chancel à gauche en 1996.

### Crédit d'auteurs
- Cet article est partiellement ou en totalité issu de l'article intitulé « Changements à la radio en 2014 en France »  (voir la liste des auteurs sur la page de discussion de l'article).